# Островец
Острове́ц (бел. Астравец) — город в Гродненской области Беларуси. Административный центр Островецкого района.
Расположен в 3 км от железнодорожной станции Гудогай (на линии Минск — Вильнюс), на реке Лоша. Площадь города — 2259,5 га, численность населения — 15 265 человек (на 1 января 2025 года). В 18 км от Островца находится Белорусская АЭС.
Островец сегодня известен как «город белорусских атомщиков».

## Этимология
Название города имеет славянское происхождение и происходит от укреплённого острова на правом берегу реки Лоша, протекающей через весь Островец. Всего с основой «остров» (бел. востраў) или производными от неё в Беларуси имеется около 80 названий.

## Геральдика
Герб и флаг учреждены Указом Президента Республики Беларусь от 14 июня 2007 года № 279 и зарегистрированы в Государственном геральдическом регистре 4 июня 2009 года № Б-122 и № Б-123. Одобрены решением Островецкого районного Совета депутатов от 29 сентября 2006 года № 20-4.

## История
Впервые упоминается в письменных источниках в 1468 году в связи с пожертвованием средств магнатами Гаштольдами костёлу во имя Девы Марии и всех Святых (ныне святых Козьмы и Дамиана). Вскоре Гаштольдами здесь были поселены доминиканцы.
В 1542 году после смерти последнего представителя рода Гаштольдов — Станислава — Островец перешёл во владение к великому князю литовскому Сигизмунду I Старому, а от него к сыну Сигизмунду Августу, который подарил имение Иерониму Карицкому в 1546 году. Позднее владельцами были Ян Корсак в XVII веке, Костровицкие, Сытянки, Жилинские в XIX веке.
В 1616—1618 годах в Островце велось строительство монастыря доминиканцев. Здесь же был возведён храм этого монашеского ордена.
В 1777 году в селении появилась первая школа, а в 1794 году местные жители принимали участие в восстании Тадеуша Костюшко.
С 1795 года по третьему разделу Речи Посполитой Островец оказался в составе Российской империи, в Виленском, затем Ошмянском уездах Виленской (в 1797—1891 годах — Литовской) губернии.
В 1830—1831 горожане приняли участие в польском восстании.
В 1886 году в местечке Островец проживало 176 жителей, имелись 22 двора, мельница, пилорама, мастерская по производству кирпича, пивоварня, лесопилка, мастерская дренажных труб. Конная железная дорога связывала Островец со станцией Слободка (ныне — Гудогай).
В 1915 году в ходе Первой мировой Островец был оккупирован немецкими войсками. После советско-польской населённый пункт вошёл в состав Ошмянского повета Виленского воеводства Польши. В сентябре 1939 года, когда начался польский поход РККА, он перешёл к БССР. 15 января 1940 года посёлок стал центром Островецкого района.
27 июня 1941 года посёлок был оккупирован Вермахтом. 3 июля 1944 года партизаны бригады им. ЦК КП(б)Б взяли Островец и удерживали его до подхода Красной Армии, которая подошла сюда 6—7 числа.
25 апреля 1958 года Островец получил статус городского посёлка.
20 октября 1995 года административные единицы Островецкий район и посёлок Островец, имеющие общий административный центр, объединены в одну административную единицу — Островецкий район.
В 2011 году в Островецком районе началось строительство Белорусской АЭС, в связи с чем был дан импульс развития административного центра и края в целом.
В 2012 году Островцу присвоен статус города.

## Демография
Численность населения — 15 265 человек (на 1 января 2025 года).
Согласно данным отдела статистики Островецкого райисполкома, в период с 1999 по 2009 численность населения сократилась на 364 человека (с 8 629 на 8 265). Однако в 2010-х тенденция изменилась. По переписи 2019 года островчан стало больше на 4044 (более 45 %). Детей в городе — 22,5 %, трудоспособного населения — 62,5 %, лиц пенсионного возраста — 15 %. Средний возраст горожан составил 35 лет. В процентном и количественном отношении белорусы преобладали. Имелись крупные диаспоры поляков, литовцев, русских и украинцев. Доля последних двух увеличилась за счёт строительства Белорусской АЭС.
На 1 января 2022 года город Островец занимает 10-е место по населению среди городов Гродненской области.
| Численность населения:                                                                          |
| Графики недоступны из-за технических проблем. См. информацию на Фабрикаторе и на mediawiki.org. |

| Год            | 1959  | 1970   | 1979   | 1989   | 2006   | 2018    | 2019    | 2020    | 2021    | 2022    | 2023    | 2024    | 2025    |
| -------------- | ----- | ------ | ------ | ------ | ------ | ------- | ------- | ------- | ------- | ------- | ------- | ------- | ------- |
| Население чел. | 4 277 | ▼3 240 | ▲4 959 | ▲7 675 | ▲8 252 | ▲10 878 | ▲12 309 | ▲13 229 | ▲14 147 | ▲14 641 | ▲14 805 | ▲15 116 | ▲15 265 |

| Национальный состав по переписи 2009 года | Национальный состав по переписи 2009 года | Национальный состав по переписи 2009 года | Национальный состав по переписи 2009 года | Национальный состав по переписи 2009 года | Национальный состав по переписи 2009 года | Национальный состав по переписи 2009 года | Национальный состав по переписи 2009 года | Национальный состав по переписи 2009 года | Национальный состав по переписи 2009 года | Национальный состав по переписи 2009 года |
| Всего (2009)                              | белорусы                                  | белорусы                                  | поляки                                    | поляки                                    | русские                                   | русские                                   | литовцы                                   | литовцы                                   | украинцы                                  | украинцы                                  |
| ----------------------------------------- | ----------------------------------------- | ----------------------------------------- | ----------------------------------------- | ----------------------------------------- | ----------------------------------------- | ----------------------------------------- | ----------------------------------------- | ----------------------------------------- | ----------------------------------------- | ----------------------------------------- |
| 8285                                      | 7265                                      | 87,69 %                                   | 410                                       | 4,95 %                                    | 391                                       | 4,72 %                                    | 113                                       | 1,36 %                                    | 64                                        | 0,77 %                                    |

## Обустройство
Центр города сформирован в левобережной части. Главная ось — ул.Ленинская, пересекающая город с запада на восток. На пересечении улиц Ленинской, Володарского, Октябрьской, Карла Маркса образована прямоугольная в плане центральная площадь. Сетка улиц прямоугольная, квартальная, в центре — дома 2-3-этажные, на окраинах одноэтажная застройка усадебного типа. Старая часть города застроена по генплану 1992 года. В восточной части построены 5-этажные жилые дома, в районе улицы Гагарина — индивидуальная застройка. Построены здания «Беларусбанка», торговый дом «Анастасия», Петропавловская церковь и др.
К 2021 году, вследствие строительства БелАЭС и роста численности населения, в городе появились три новых микрорайона.
Попутно были реконструированы старые улицы. Произведено благоустройство берегов рек, созданы новые подъездные и обходные дороги, мосты, обновлены инженерные сети. В поймах рек Лоша и Ковалёвка, протекающих в черте города вблизи микрорайонов № 1 и № 2, обустроены пешеходно-рекреационной зоны с мостами и аллеями. У берегов созданы места для отдыха и занятий спортом, проложены пешеходные и велодорожки. Здесь возвели две новые школы, четыре детских сада с бассейнами, дом творчества детей и молодёжи, новую больницу, ФОК, стадион и спортивно-оздоровительный комплекс, боулинг-центр, бильярд и спорт-бар.
За средства Госинвестпрограммы в райцентре построено порядка 210 тысяч квадратных метров жилья, в том числе для тех, кто работает на БелАЭС.

## Экономика

### Промышленность
Основными промышленными предприятиями города являются:
- ОАО «Островецкий завод «Радиодеталь» — шнуры армированные вилкой, электроустановочные изделия, электрораспределительную аппаратуру, узлы и детали для машиностроения, различные металлические изделия;
- Островецкое унитарное коммунальное предприятие бытового обслуживания — швейные изделия, ритуальные принадлежности, железобетонные изделия;
- ИП ООО «Технопласт» — вкладыши и коробки для кондитерских изделий.

### Торговля
На 2021 год, согласно данным от райисполкома, в городе действовали 43 магазина продовольственных и 145 непродовольственных товаров. В числе последних: 20 магазинов одежды и обуви; 18 строительных материалов, сантехники и инструментов; 12 киосков; 10 аптек; 10 магазинов бытовой химии и косметики; 8 бытовой техники и хозяйственных товаров; 7 автозапчастей; 6 зоомагазинов и ветеринарных аптек; 5 ритуальных товаров; 5 товаров для детей; 5 салонов связи; 4 мебели; 4 цветов и сувениров; 3 автомобильные заправочные станции; 3 канцелярии; 2 штор и тканей; 1 ювелирных изделий. Остальные 22 отнесены к «прочим объектам».
В этот список не попал рынок Островецкого филиала Гродненского облпотребобщества. Здесь преимущественно торгуют приезжие из Ивьевского, Столинского районов, Пинска и соседних Ошмян.
Также в перечень не внесены торговый центр «ZAMI», в котором расположен продуктовый гипермаркет, магазин бытовой техники, пиццерия, кафе и более 30 различных магазинов. Кроме его есть ещё два центра — «Дом быта» и «Талер». Функционирует торговый дом «Юлия».

### Гостиничный бизнес
В городе действуют гостиница «Sun Hotel», а также туристическая усадьба «Міні-Швейцарыя».

## Социальная инфраструктура

### Образование
На 2021 год в Островце работали три средние школы и гимназия. Последняя до 2004 года являлась СШ № 2. В январе 2015 года гимназия переехала в новое здание в 1-м микрорайоне, а прежнее вновь стало 2-й средней школой. В 2019 году открылась ещё 3-я средняя школа.

### Здравоохранение
С февраля 2020 года в Островце начала работу новая районная больница. Открыты три корпуса, начали работу 13 отделений, пять из которых межрайонные, на 232 койки. Ещё два корпуса были сданы в июне. Всего в составе больницы 16 отделений, в том числе межрайонные и даже межобластные, на 382 койки.
Островецкая центральная районная клиническая больница (ЦРКБ) строилась по индивидуальному проекту как многофункциональный медцентр. Персонал привлекали из других регионов, в том числе благодаря возможности получить арендное жильё. ЦРБК входит в число опорных больниц Гродненской области, здесь сконцентрировали дорогостоящее высокотехнологичное оборудование и соответствующего уровня специалистов. Ряд отделений больницы официально имеют статус межрайонных, то есть обслуживают не только жителей Островецкого района. Есть здесь и своя ПЦР-лаборатория, её создание было одним из гуманитарных проектов «Росатома», который вёл строительство АЭС в Островце.

### Культура
В 1967 году открыта Островецкая детская музыкальная школа, которая с 2007-го преобразована в детскую школу искусств. Ещё одна реорганизация системы была проведена в конце 2011 года, согласно которой все пять школ искусств и музыкальных школ района были объединены в одно учреждение. С 1 января 2012 года было образовано государственное учреждение образования «Островецкая детская школа искусств», в которое вошли непосредственно базовая школа и 4 филиала.
Решением Островецкого районного исполнительного комитета № 727 от 29 декабря 2014 года с 3 марта 2015 года государственное учреждение культуры «Островецкий районный Дом культуры» путём слияния с государственным учреждением культуры «Островецкий районный центр ремёсел» было реорганизовано в государственное учреждение «Островецкий районный Центр культуры и народного творчества».
В городе расположены районная и детская библиотеки.
5 марта 2021 года в Островце открылось новое здание многофункционального комплекса социально-культурного назначения и творчества молодёжи. Площадь нового здания составила почти 10 тыс. м². Здесь разместились сразу несколько учреждений культуры. В новом комплексе свои площади получил районный историко-этнографический музей, ранее имевший лишь фондохранилище. На первом этаже центра разместили экспозицию, посвящённую Островецкому краю. На второй этаж центра переехала районная библиотека. К новоселью полностью обновлено техническое оснащение библиотеки с 40 тыс. фондом. Третий этаж здания занял районный центр культуры. Здесь появился многофункциональный зал, который может трансформироваться под различные мероприятия. Также в здании открылся кафетерий. Работает 3D-кинозал на 30 мест. На цокольном этаже открылся тренажёрный зал. Здесь же разместилось Островецкое бюро Ошмянского филиала РУП «Гродненское агентство по государственной регистрации и земельному кадастру».

### Музеи
- Островецкий историко-этнографический музей, пр-т Энергетиков, 2
- Музейная экспозиция «Астравец старажытны і новы» в ГУО «Гимназия № 1 г. Островца Гродненской области», ул. Строителей, 8
- Этнографический музей «Беларуская хатка» в ГУО «Средняя школа № 1 г. Островца», ул. Володарского, 27
- Историко-краеведческий музей имени И. А. Гошкевича ГУО «Средняя школа № 2 г. Островца», ул. Ленинская, 4

### Спорт
Для организации физкультурно-оздоровительной и спортивной работы в Островце имеется 65 спортивных объектов. В районный физкультурно-спортивный клуб (ФСК) входят: спортивно-оздоровительный комплекс «Импульс», административно-спортивный комплекс «Стадион», хоккейная коробка и верёвочный городок. Островецкий район участвует в международном проекте «Планета баскетбола — оранжевый атом». В 2019 году при поддержке «Росатома» во дворе гимназии № 1 построена современная площадка для игры в баскетбол 3х3 с уникальным покрытием. В это же время был основан футбольный клуб «Островец».
С апреля 1964 года действует детско-юношеская спортивная школа. Учредителем её стал отдел образования райисполкома. В разные годы в Островецкой ДЮСШ культивировались лыжный спорт, хоккей, вольная борьба, лёгкая атлетика и бокс. Учебно-воспитательный процесс организуется на спортивной базе учреждений образования и агрогородков района, спортивного зала «Старт», СОК «Импульс». На 2021 год культивировались четыре вида спорта: бокс, греко-римская борьба, гандбол и лёгкая атлетика. К этому периоду в школе подготовлено из числа выпускников и учащихся: 5 мастеров спорта международного класса, 4 мастера спорта Белоруссии и 18 кандидатов в мастера спорта.

## События и мероприятия

### События
- 19 августа 2023 года Островец отметил 555-летие[50][51][52][53][54].

### Мероприятия
- В 2011, 2016 гг. прошёл фестиваль «Адна зямля».
- 23 мая 2019 года Островец принял эстафету огня II Европейских игр[55].
- 19 августа 2023 года — научно-познавательный фестиваль «День атомного города»[56].

## Достопримечательность
- Костёл св. Космы и Дамиана, 1785—1787 годы
- Костёл Воздвижения, 1910—1911 годы
- Православная церковь св. Петра и Павла, 1994—1999 годы
- Водяная мельница, 1-я половина XX века
- Земляное укрепление XV—XVII веков

### Памятник, скульптура

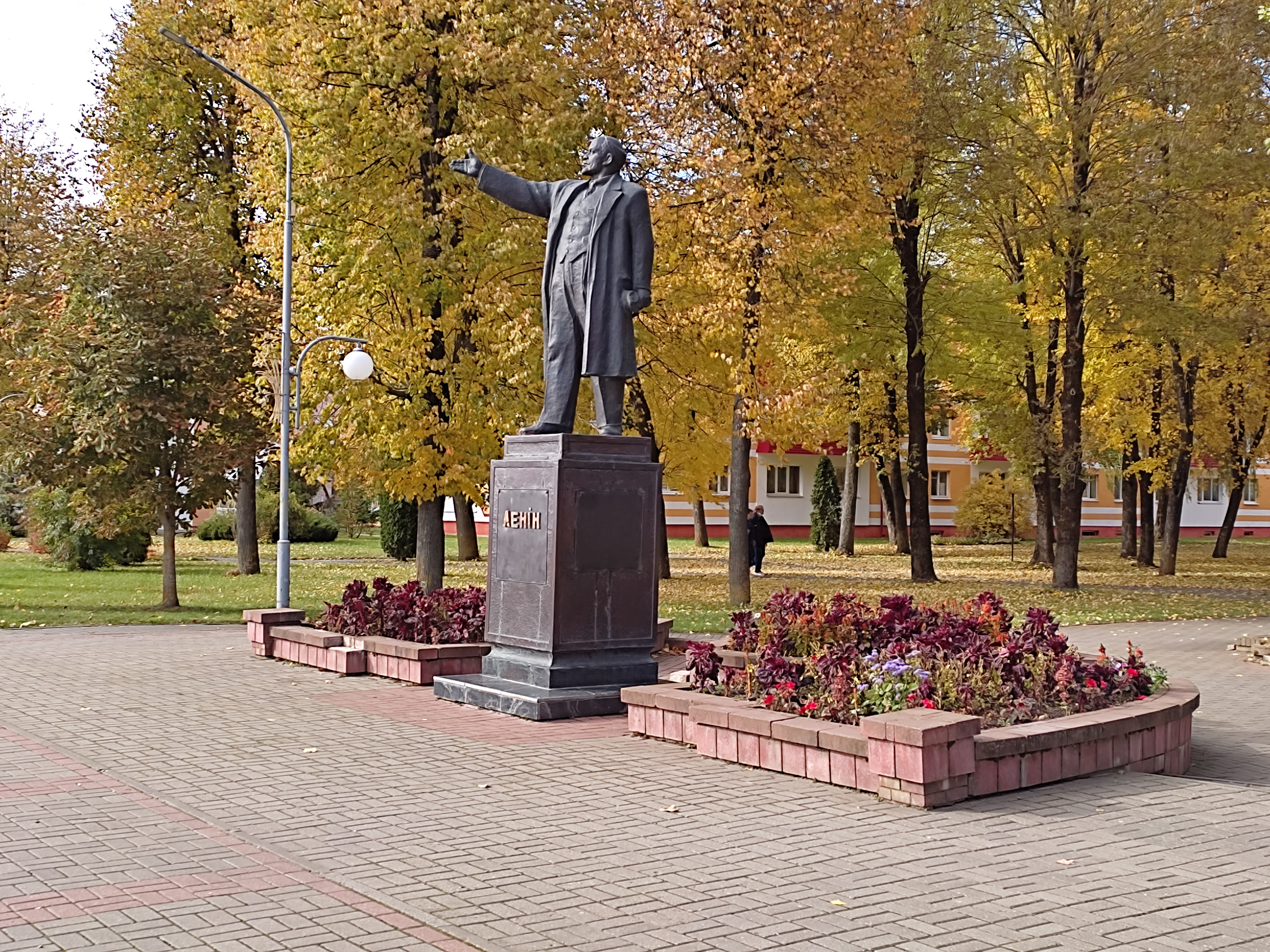
Памятник В. И. Ленину
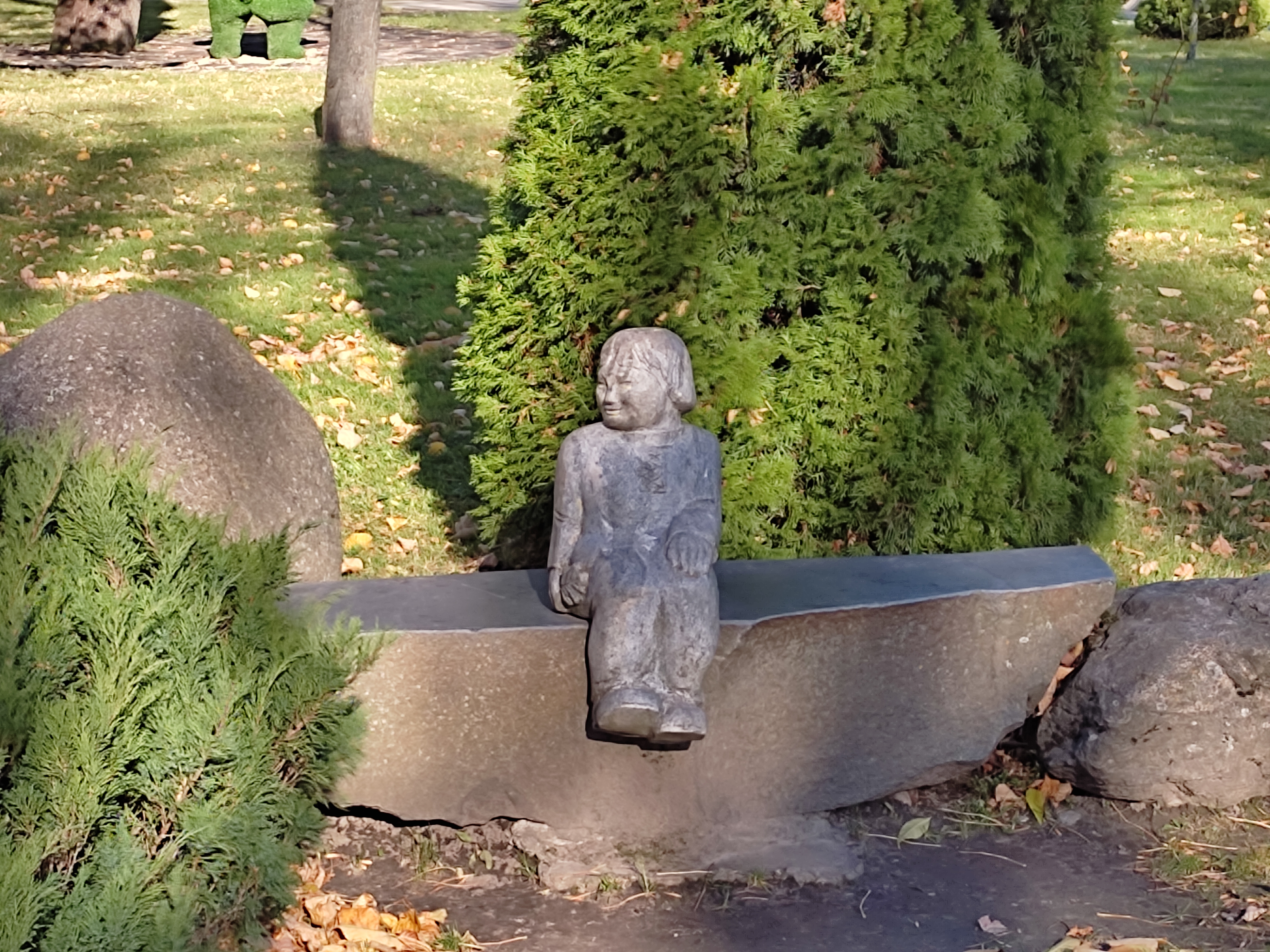
Скульптура «Дубочак»
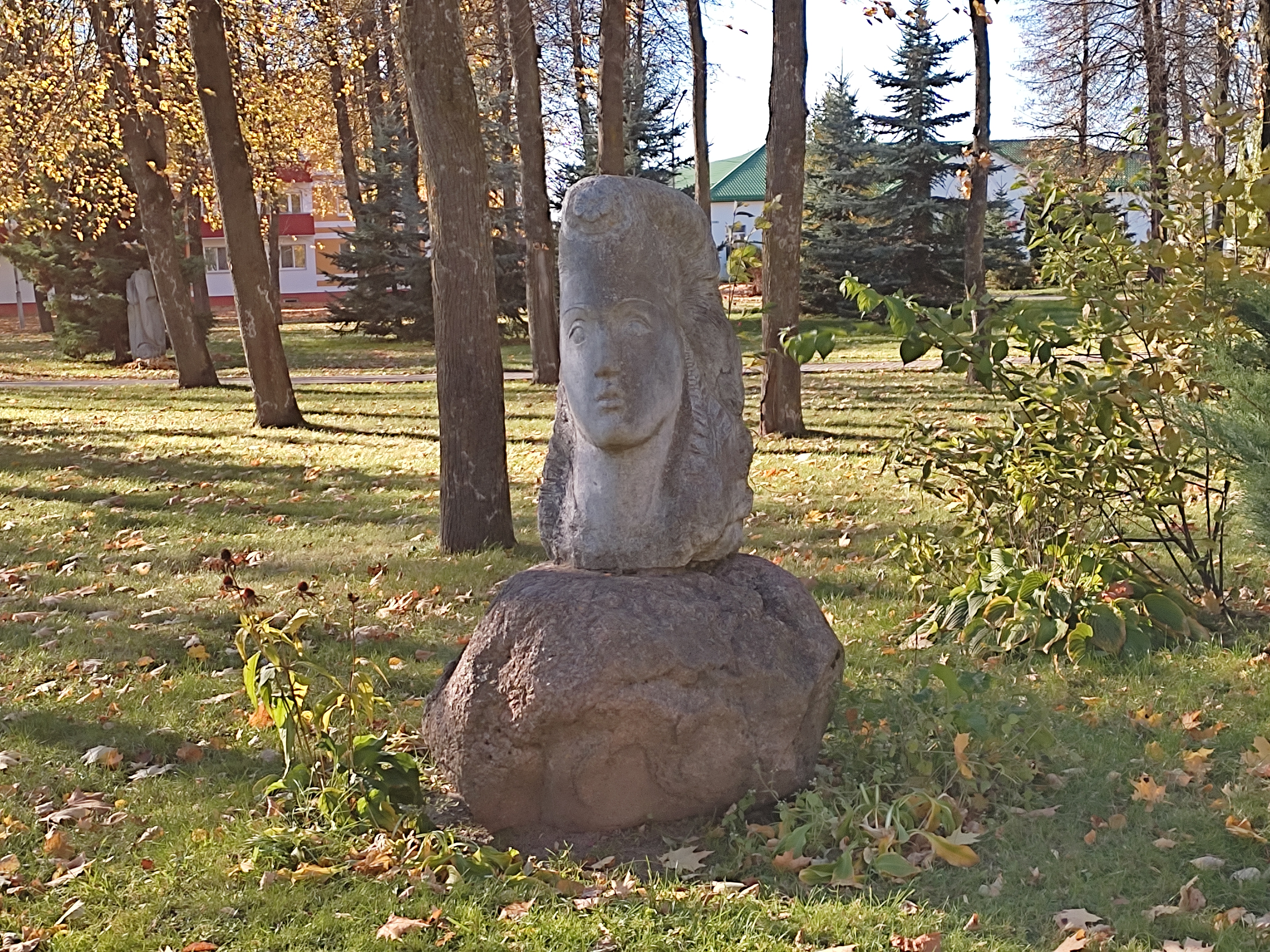
Скульптура «Папараць-кветка»
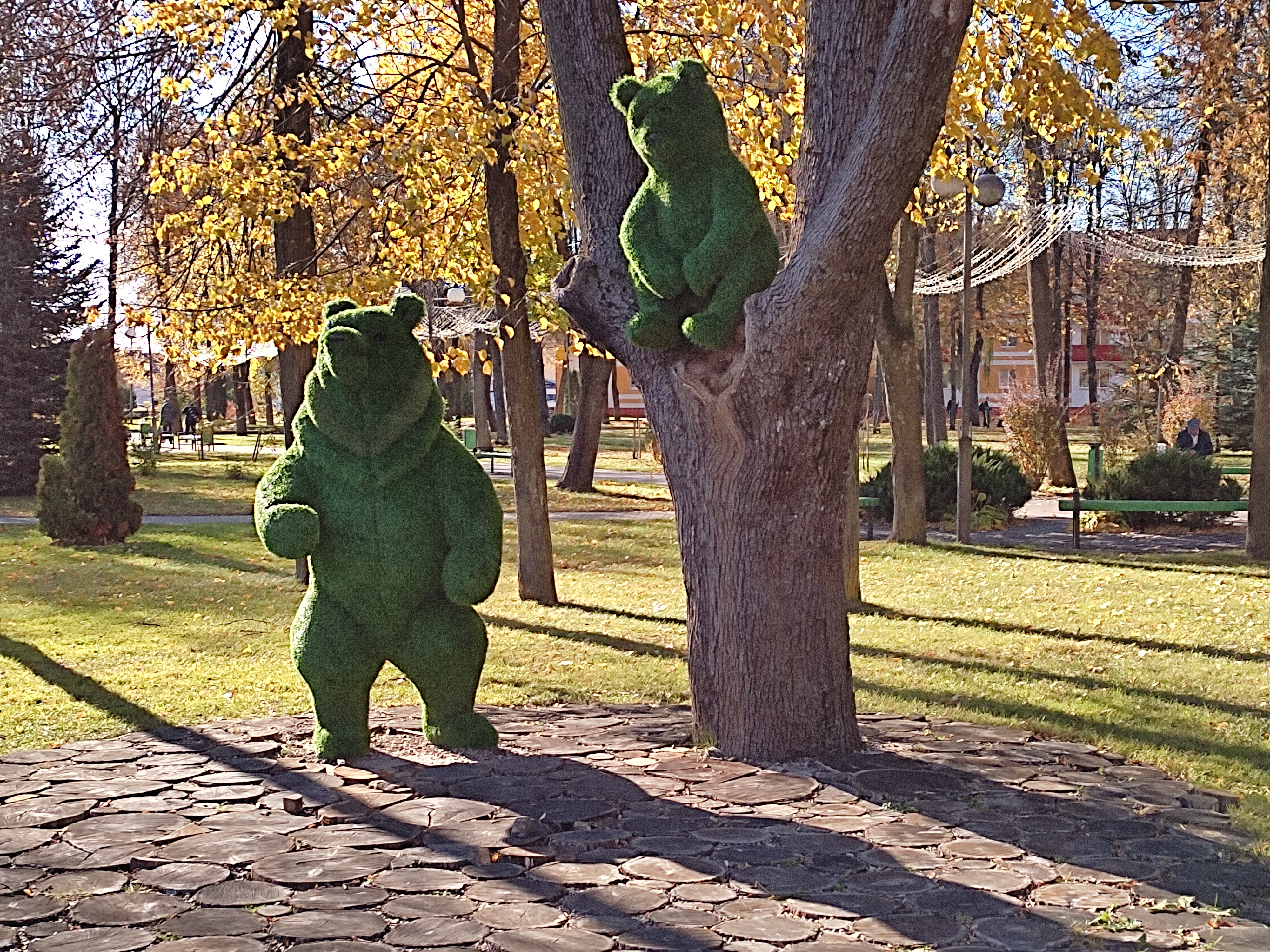
«Медведи»
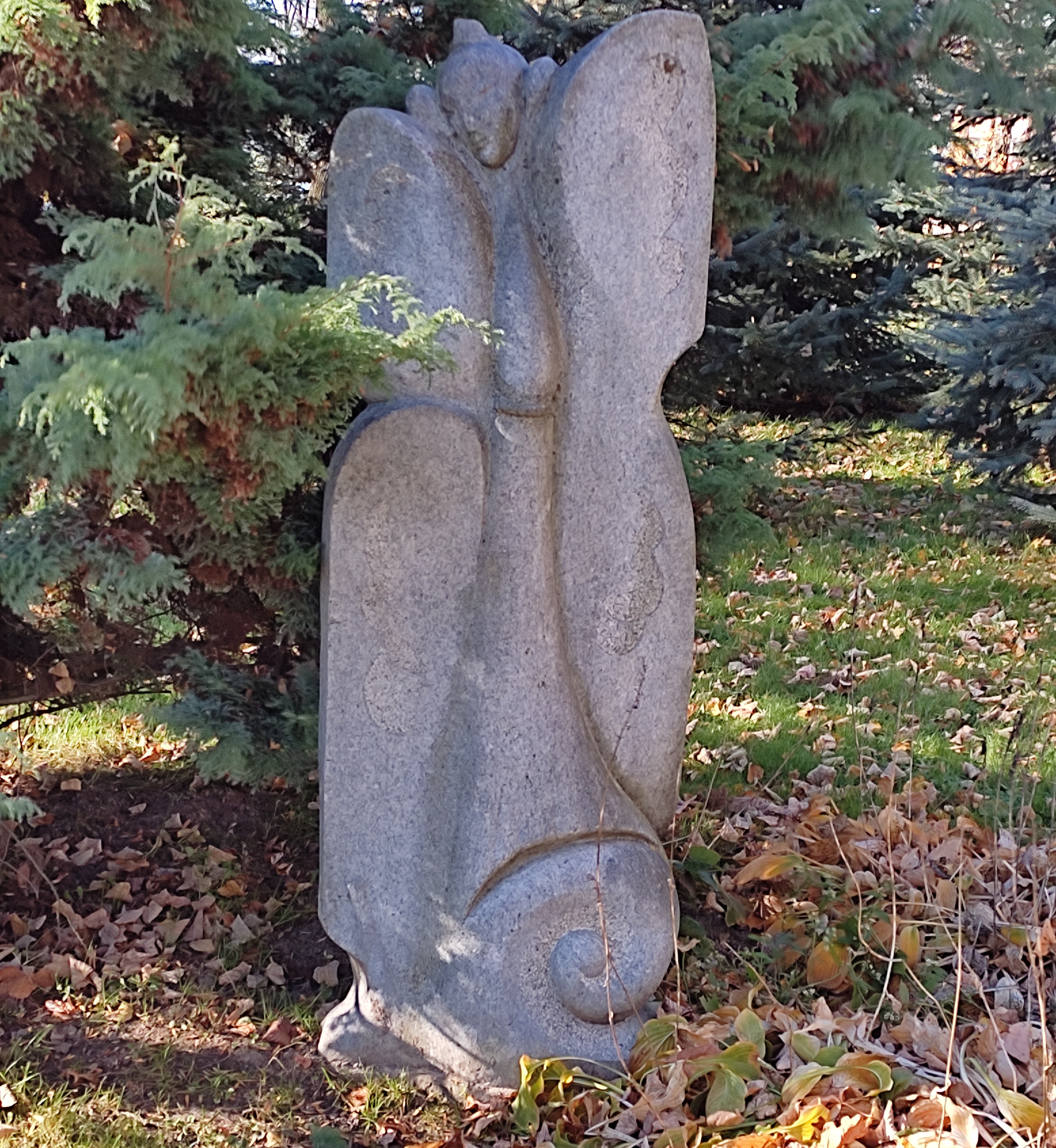
Скульптура «Бабочка»
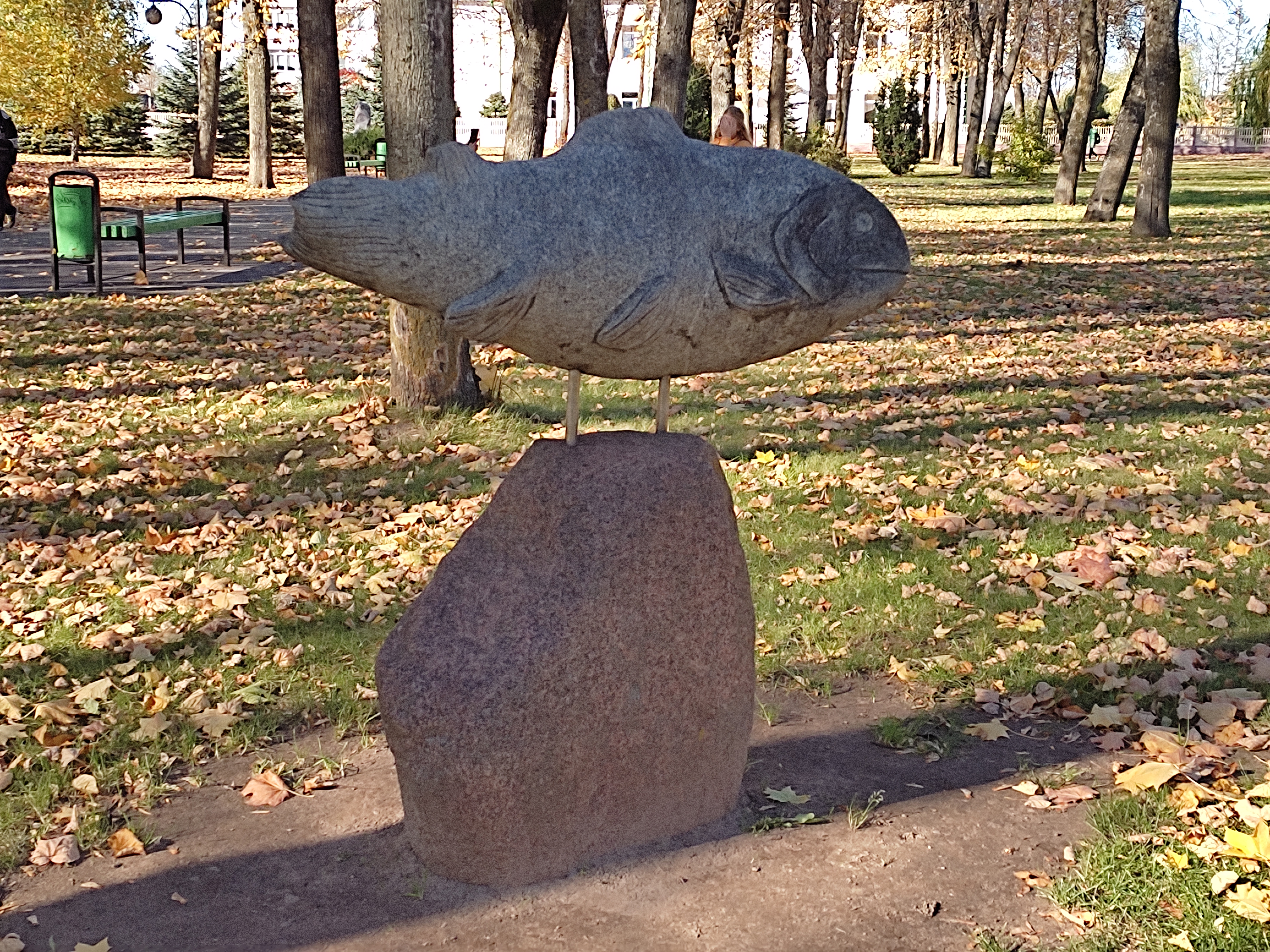
Скульптура «Форель»
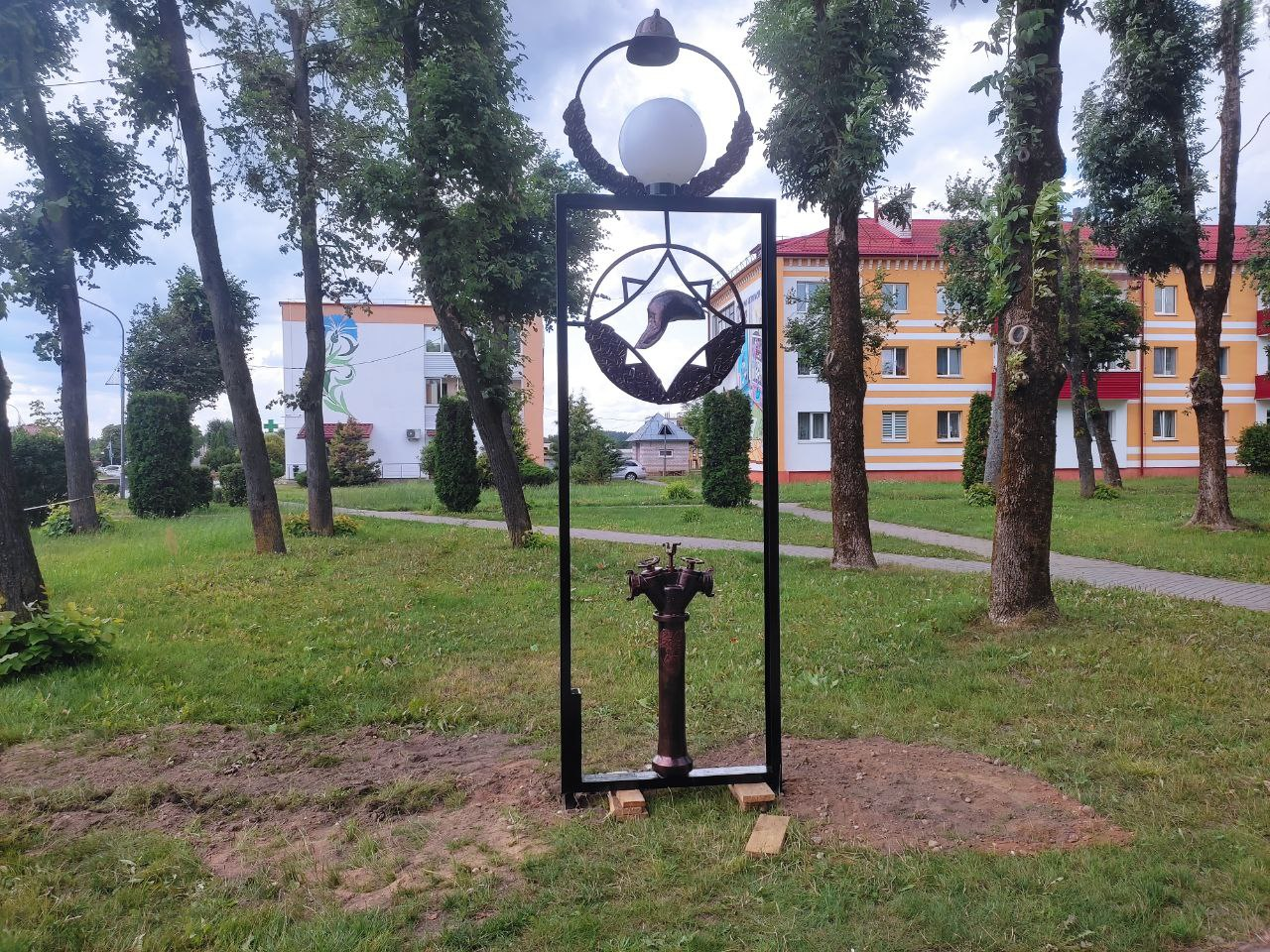
Фонарь, установленный МЧС накануне дня пожарной службы Беларуси

- Бронзовый бюст — погрудный портрет И. А. Гошкевича (1994 г.)
- Памятник И. А. Гошкевичу (2005 г.)
- Памятник уроженцам Островецкого района, участвовавшим в Афганской войне 1979—1989 годов. Надпись на камне: «Воінам-інтэрнацыяналістам Астравеччыны, якія з гонарам выконвалі свой воінскі абавязак. Тым, хто загінуў і тых, хто жыве»
- Памятный знак И. А. Гошкевичу (2015 г.), расположен на одноимённой улице.

### Жанровая скульптура, арт-объекты
- Скульптурная композиция «Лосось» на острове Любви
- Скульптура «Дубочак»
- Скульптура «Папараць-кветка»
- Композиция «Медведи»
- Скульптура «Бабочка»
- Скульптура «Форель»
- Фонарь, установленный МЧС накануне дня пожарной службы Беларуси
- Композиция «Руки атома»
- Памятный камень у Островецкой ЦРКБ
- Памятник святым Петру и Февронии Муромским (2020)[57]

### Утраченное наследие
- Кляштор доминиканцев

## В литературе
- Книга об исторических местах Островецкого района "Астравеччына вядомая и незнаёмая" ("Островетчина известная и незнакомая"). Авторы – Нина Рыбик и Елена Иванцевич. Издательство – Лідская друкарня. Презентована в день города Островец 19 августа 2023 года.

## Галерея

### Историческая часть

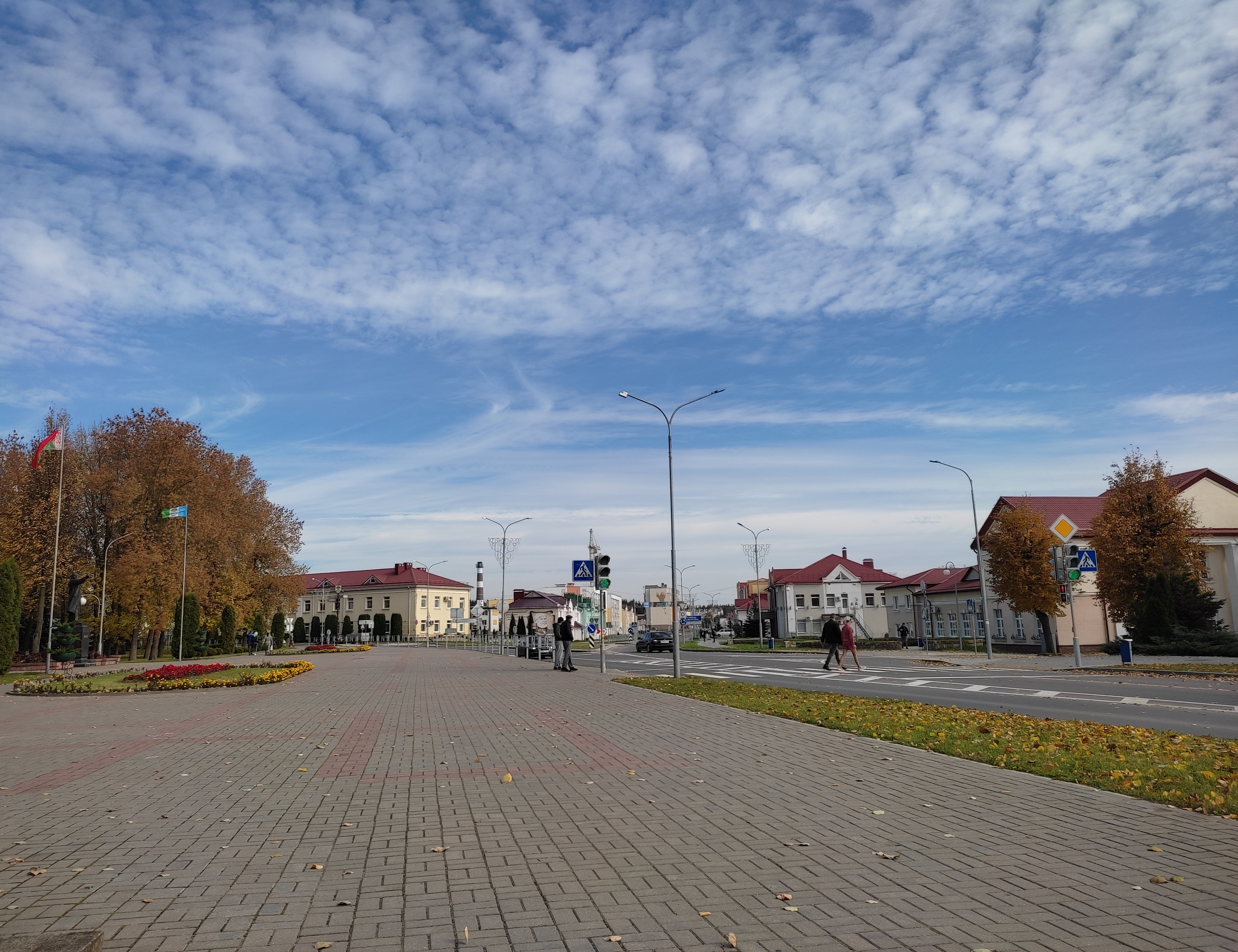
Центральная площадь
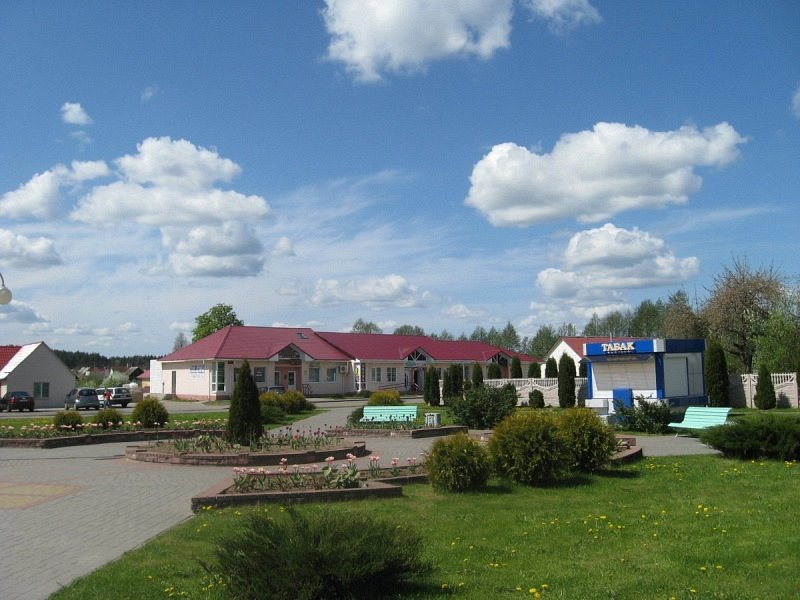
У костёла Святых Космы и Дамиана
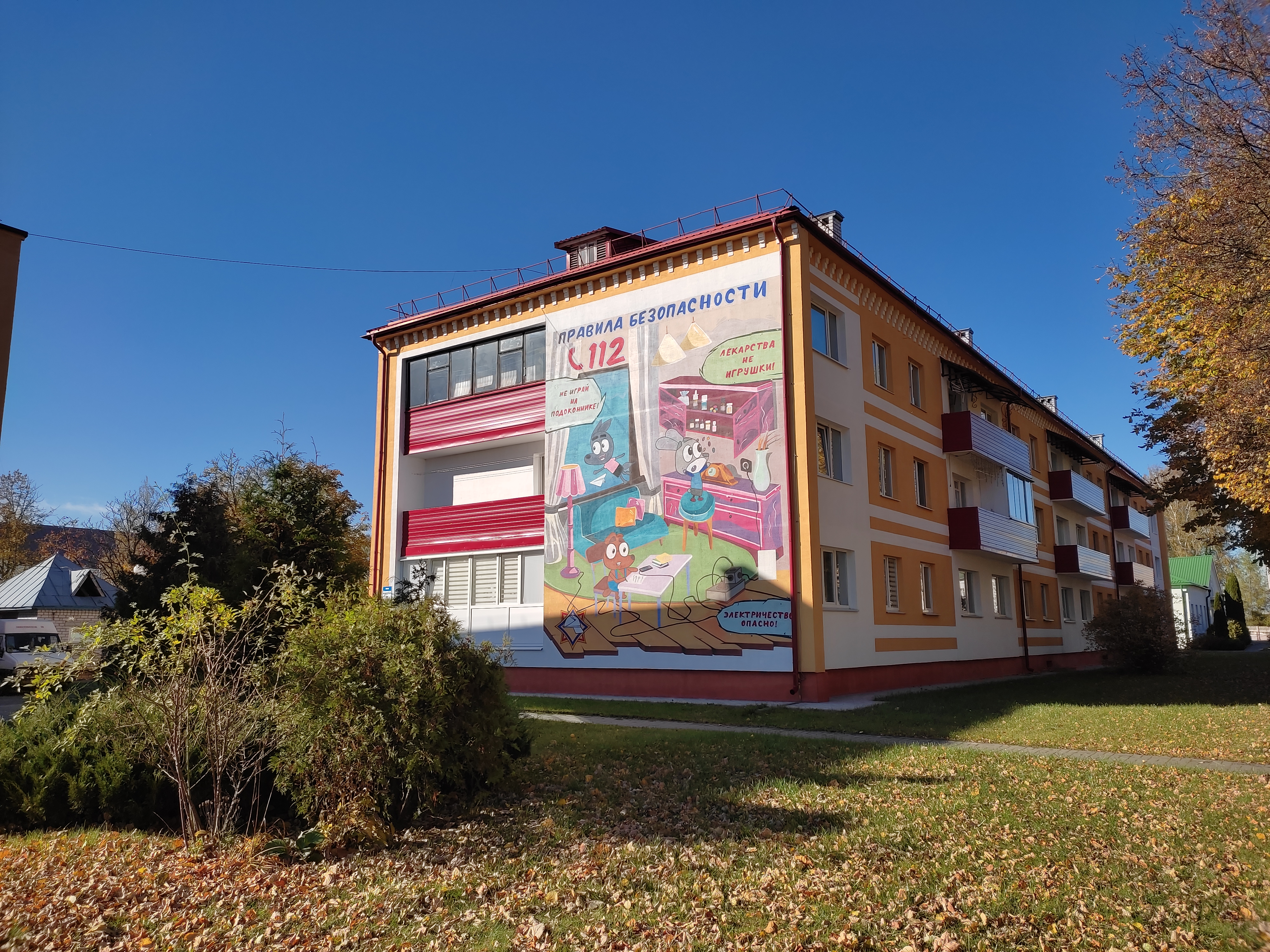
Мурал у городского парка с социальной рекламой от МЧС
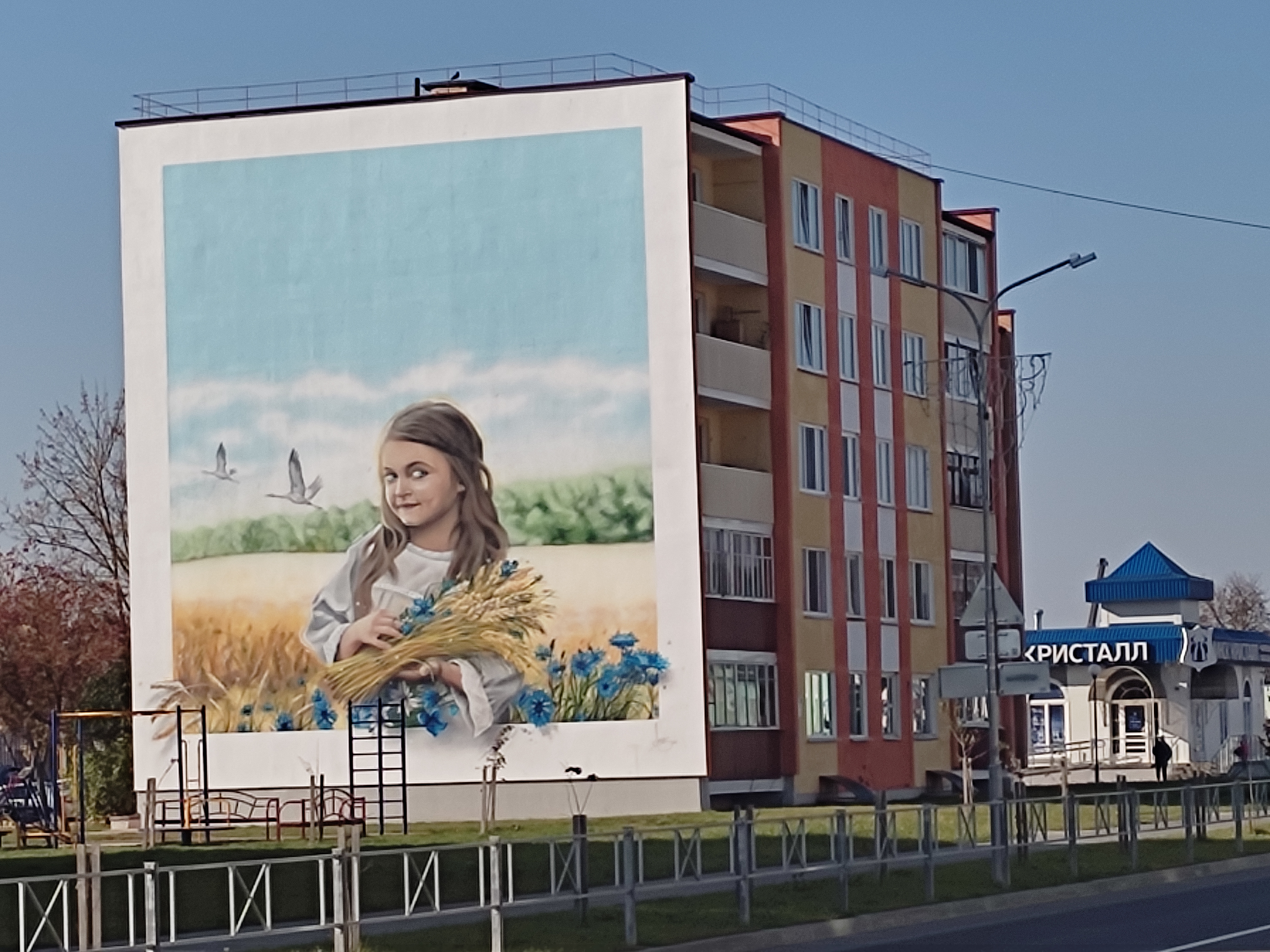
Дом на улице Володарского с граффити
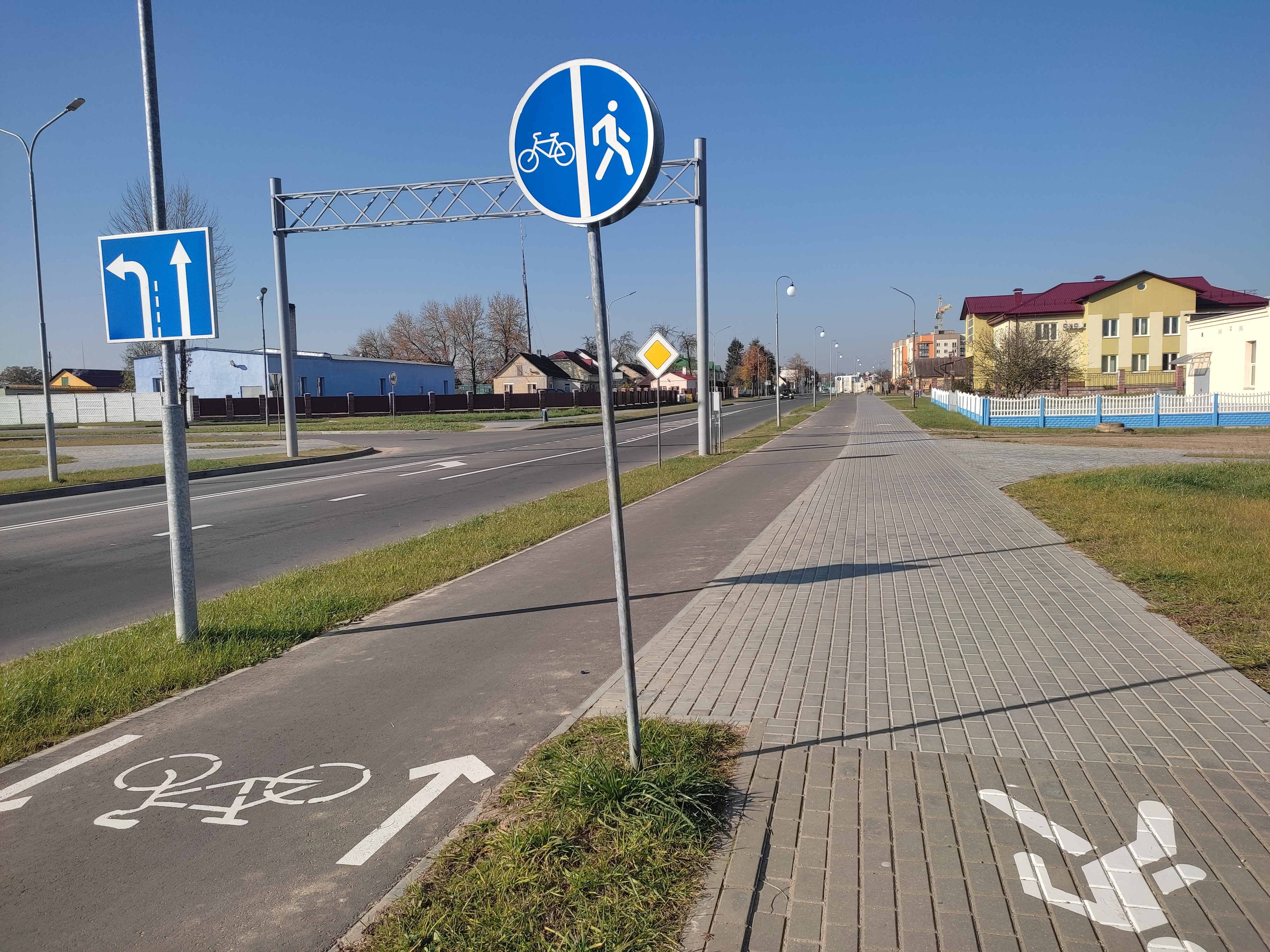
Велосипедная и пешеходные дорожки на улице Володарского
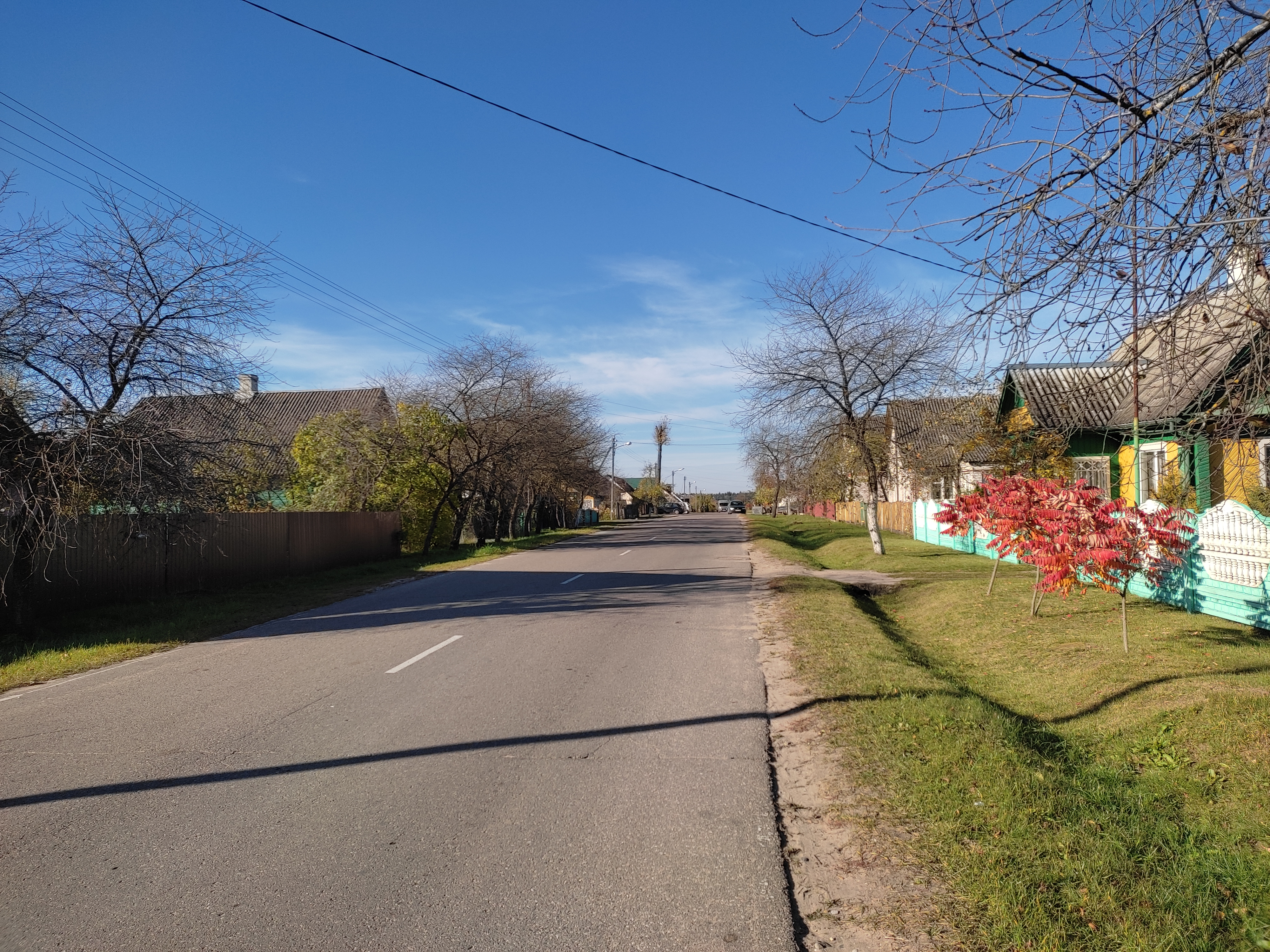
Частный сектор на улице Первомайской
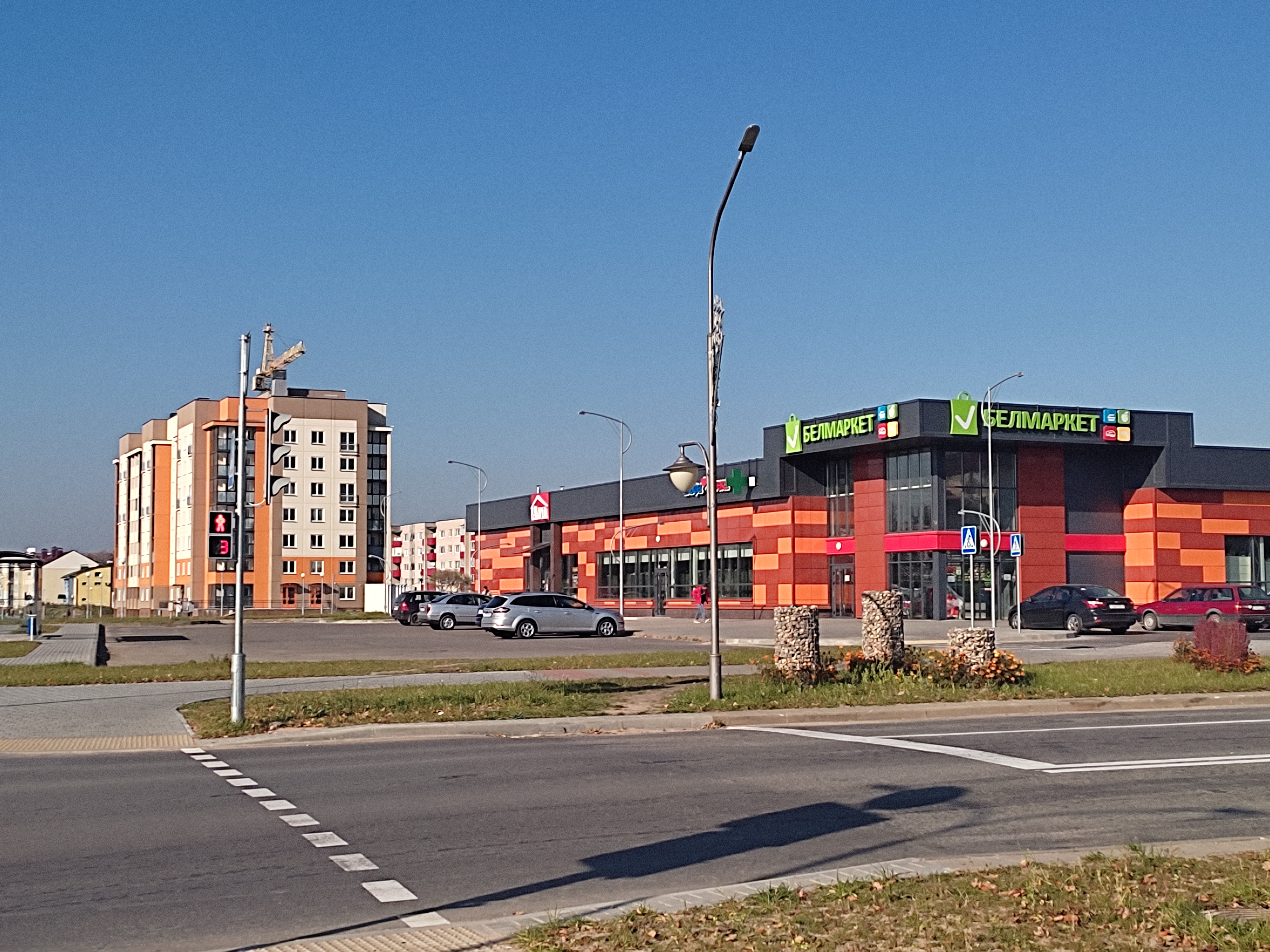
На пересечении улиц Володарского и Парковая
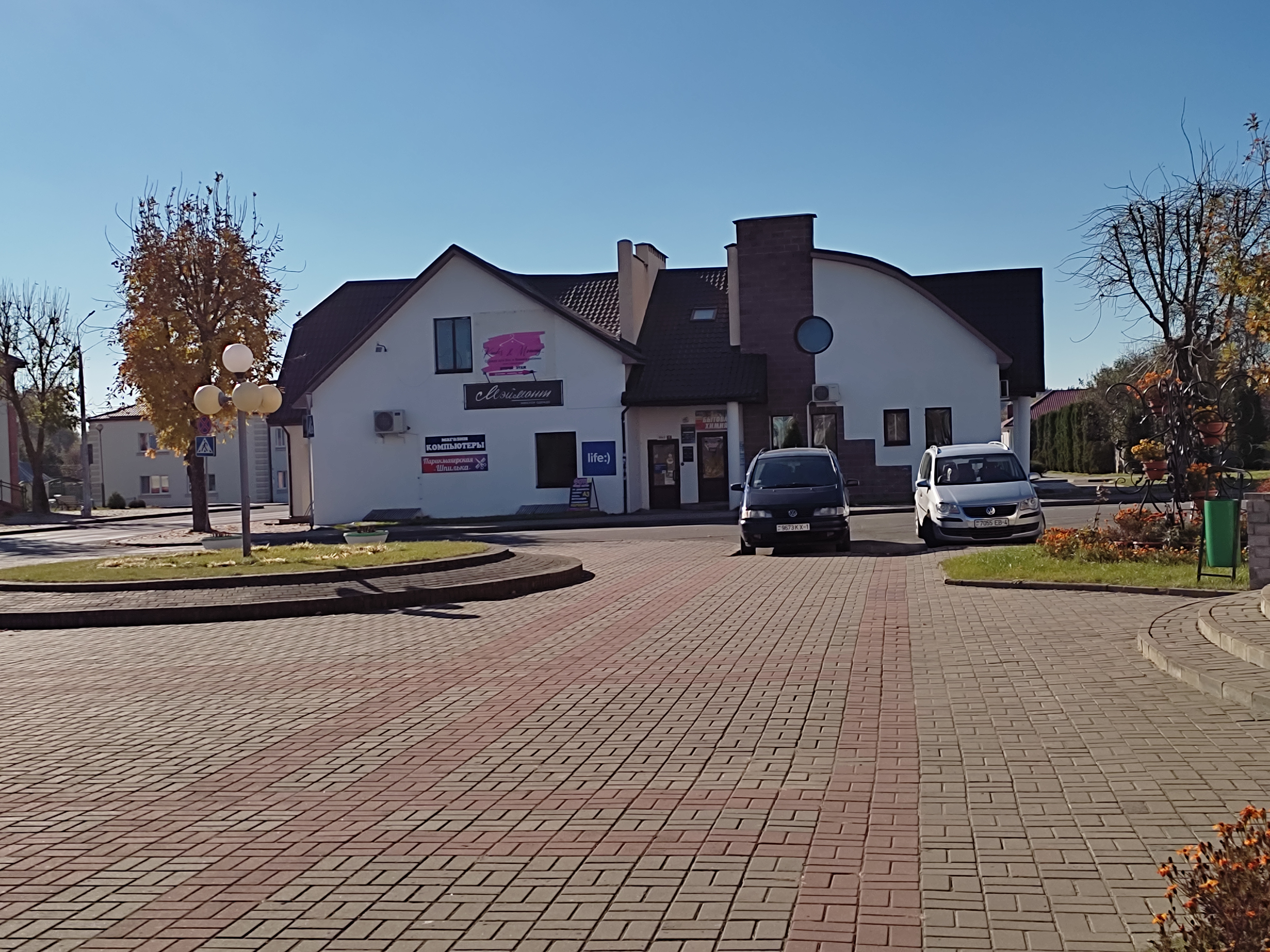
Торговый дом «Юлия»
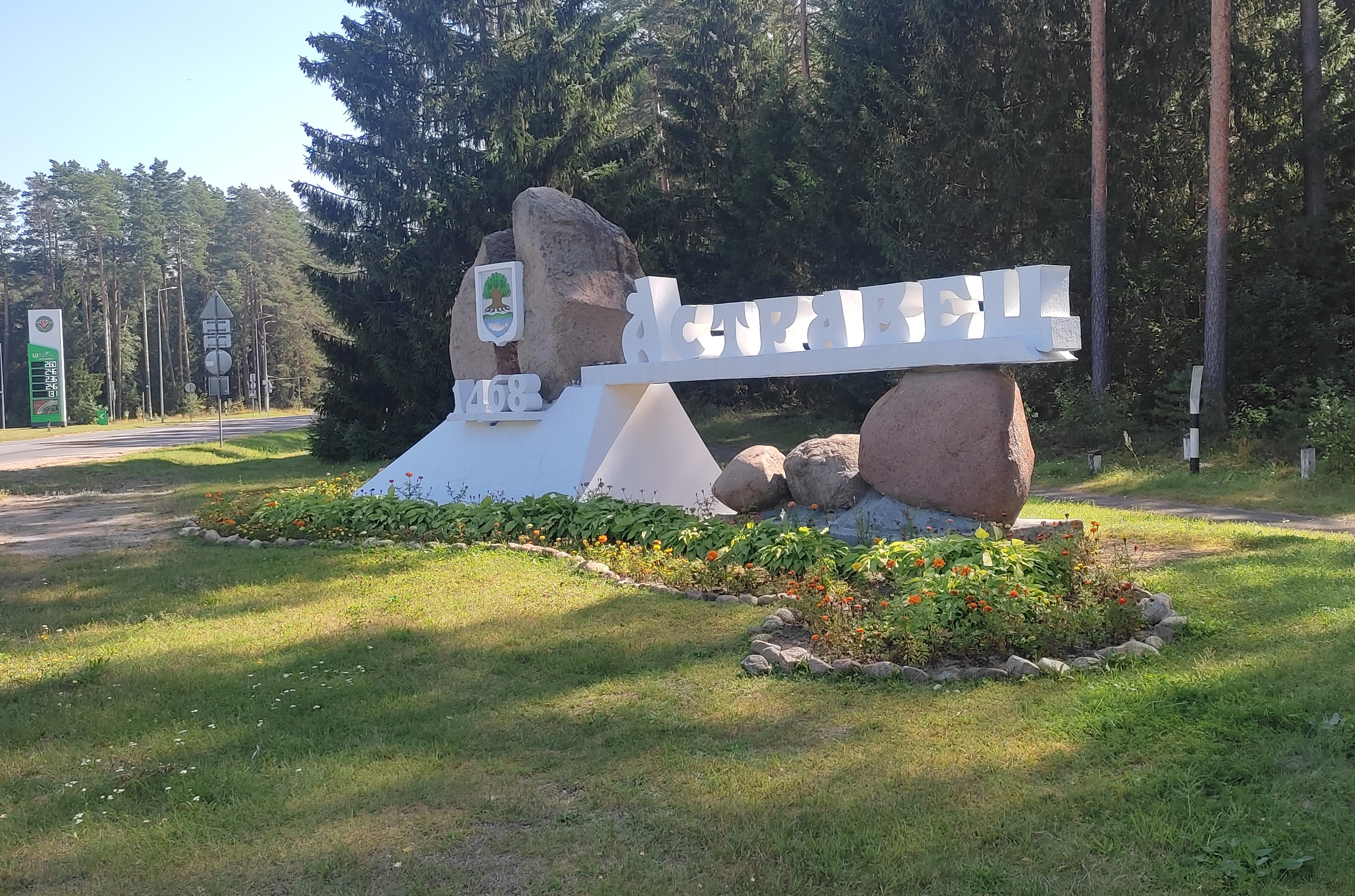
Въезд со стороны Гудогая на улицу Ленинская
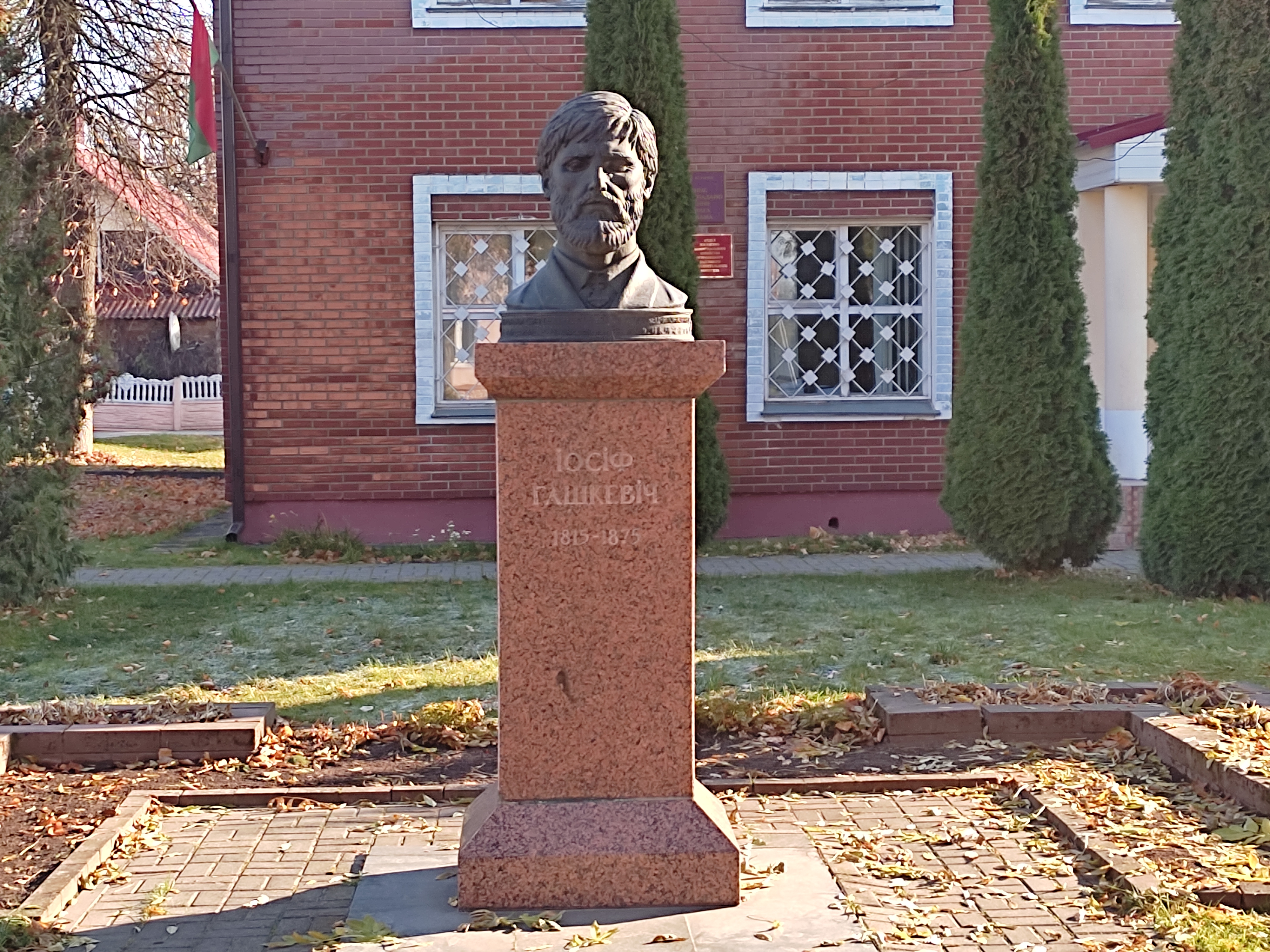
Бронзовый бюст И. А. Гошкевича (1994 г.)
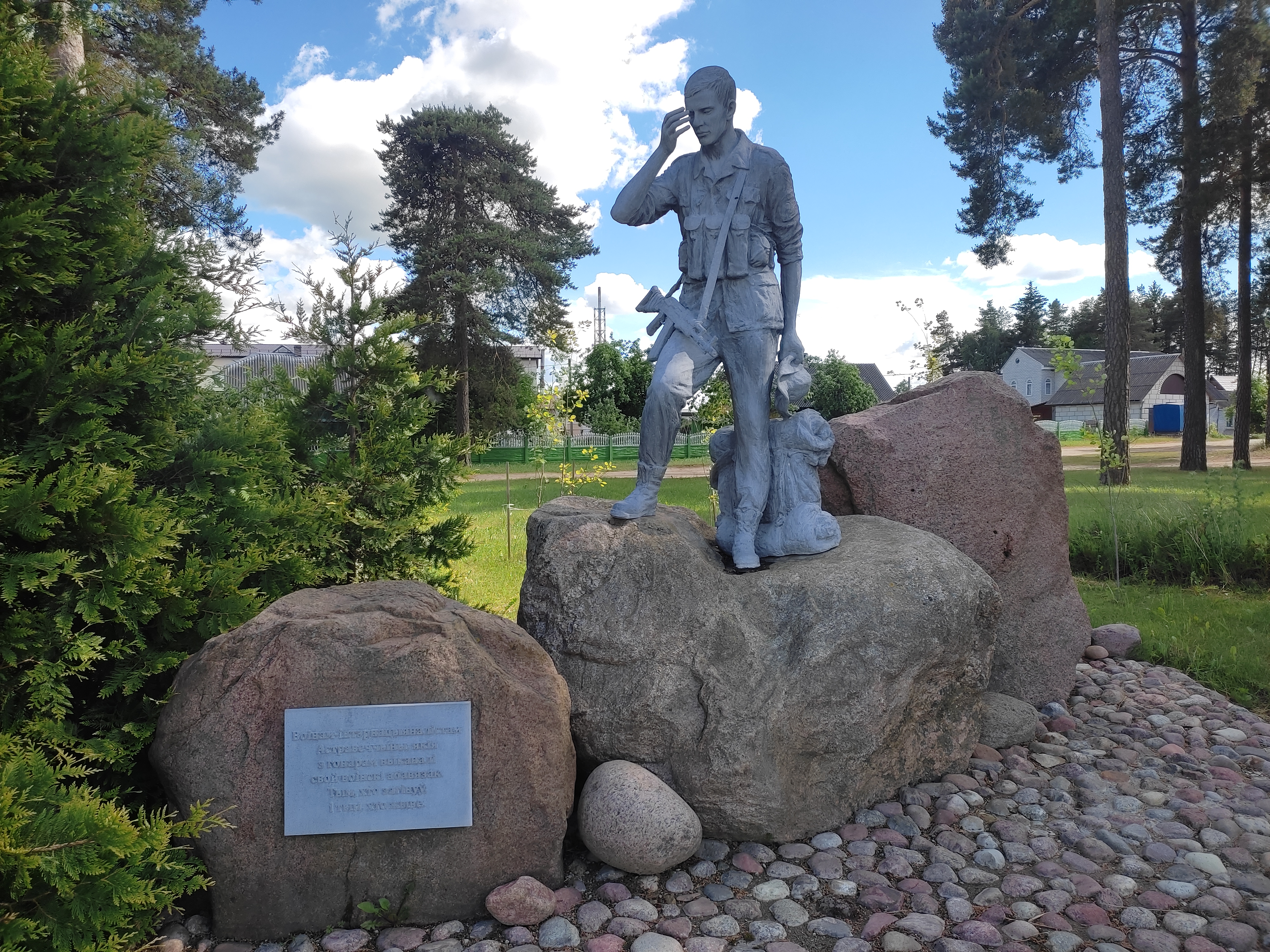
Памятник уроженцам Островецкого района, участвовавшим в Афганской войне 1979—1989 годов.
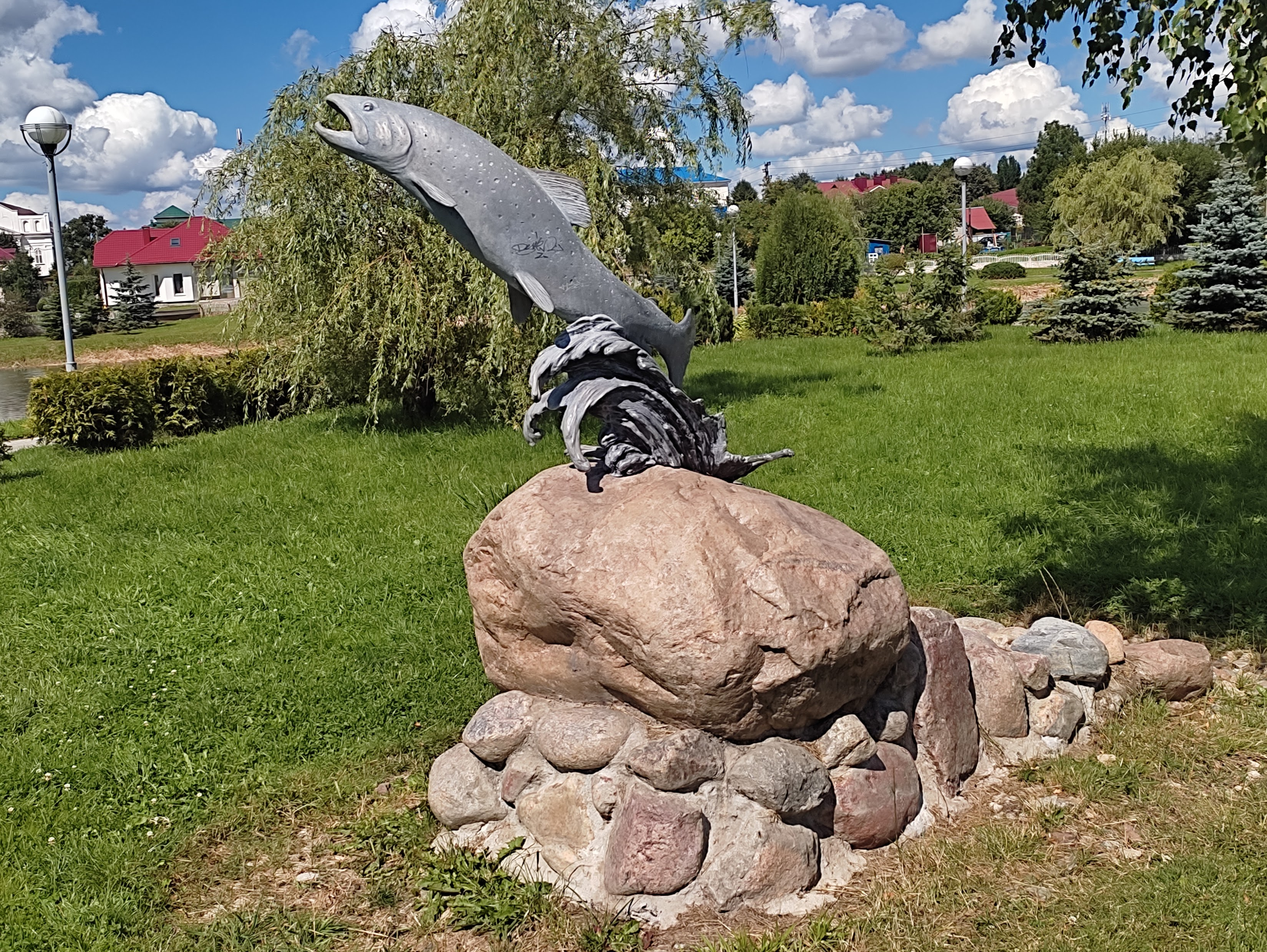
Скульптурная композиция «Лосось» на острове Любви
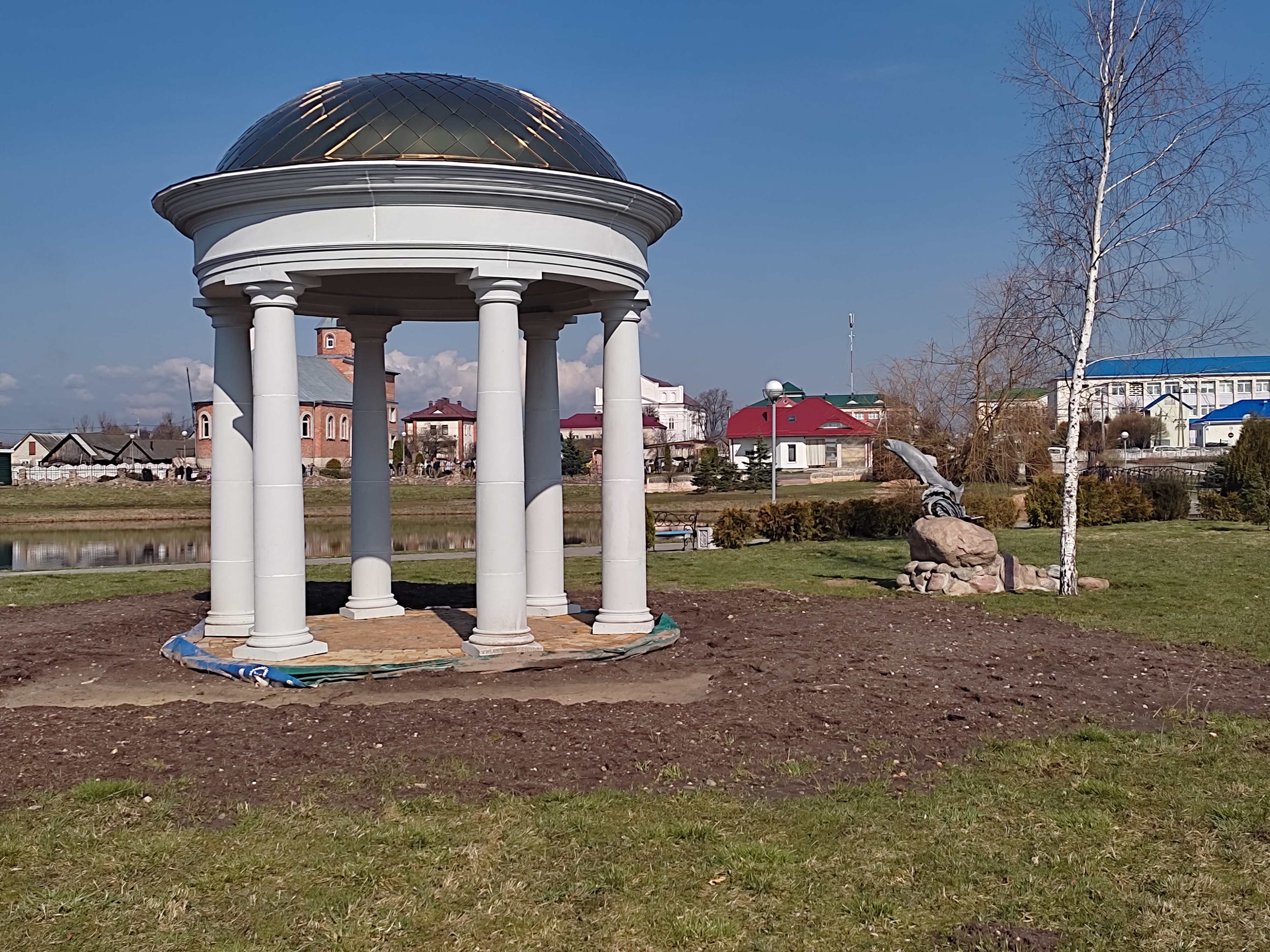
Ротонда на острове Любви
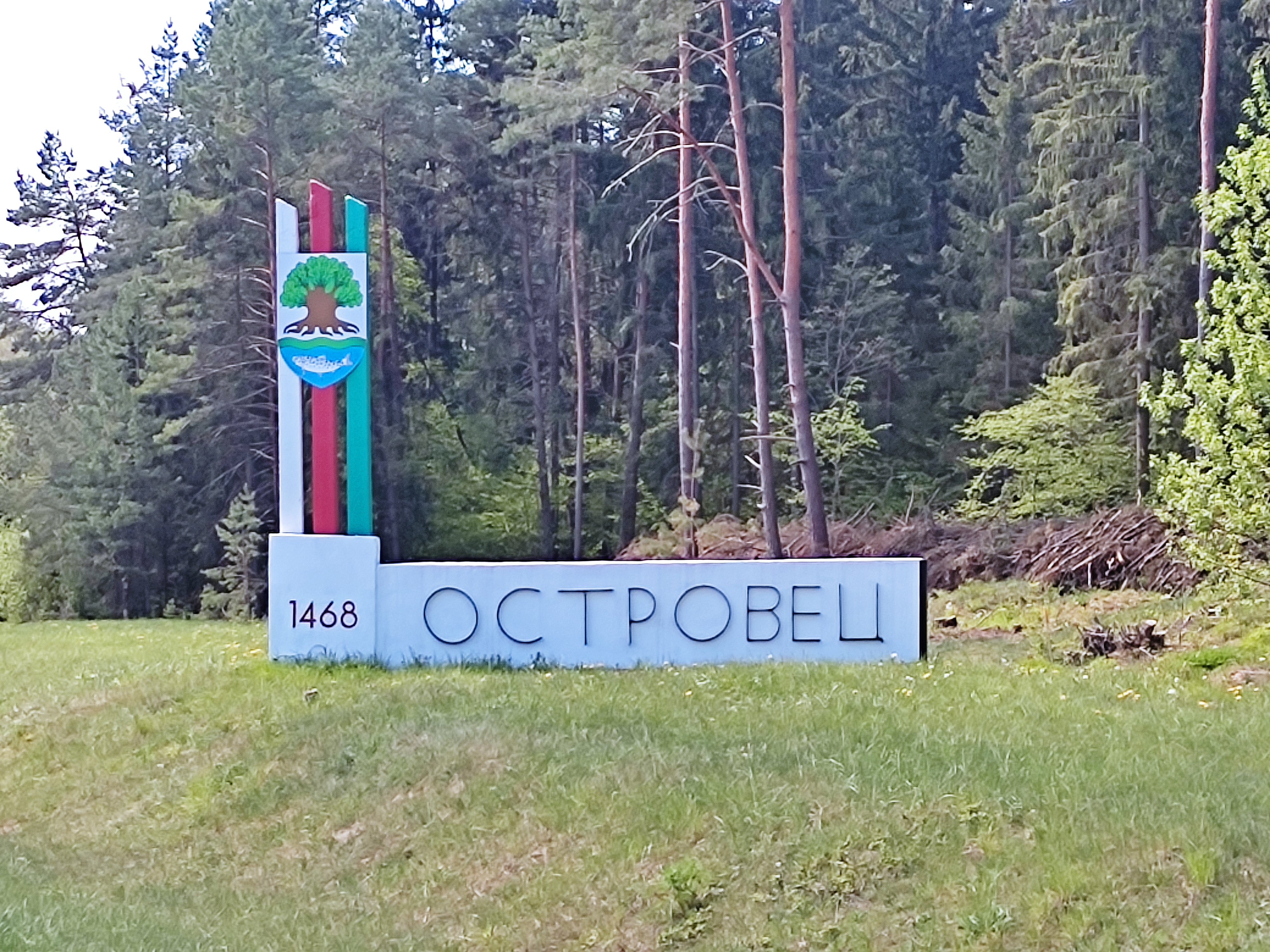
На въезде в город со стороны Малей
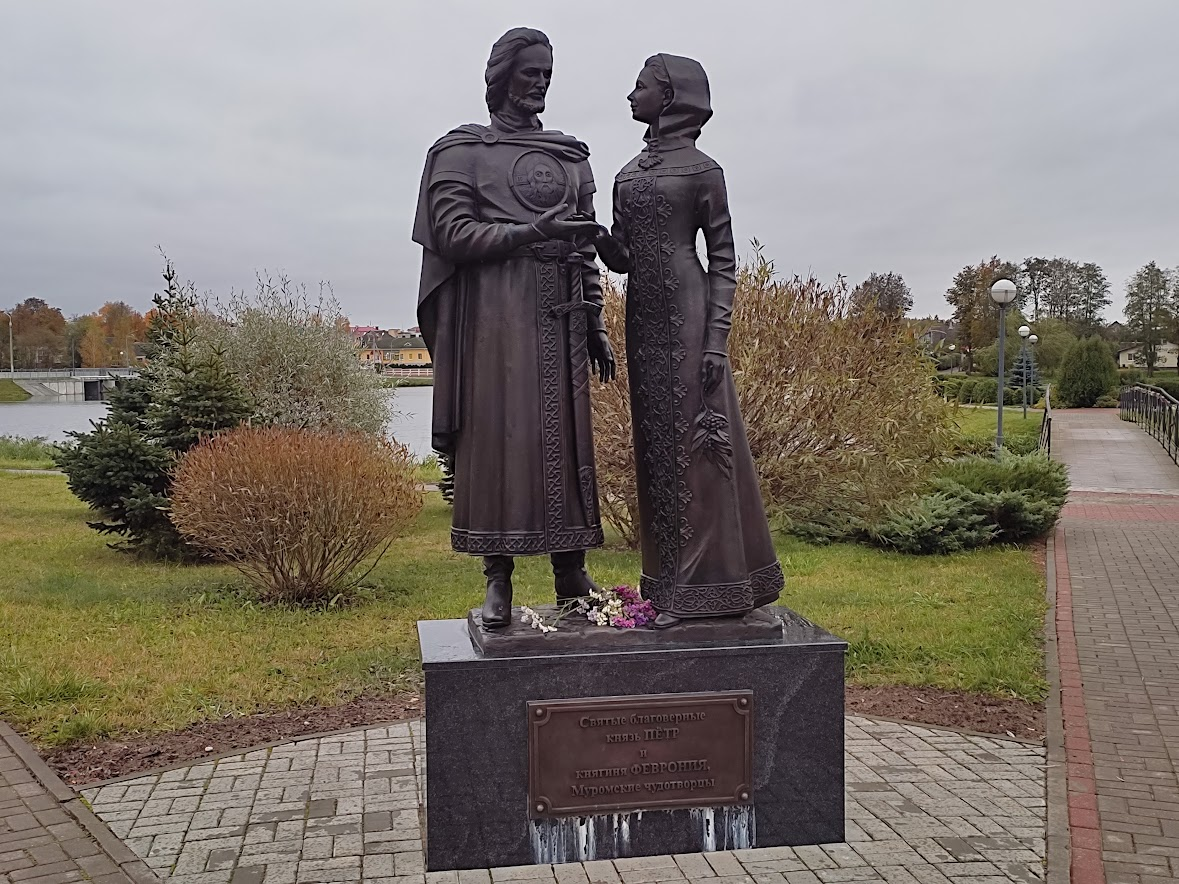
Памятник святым Петру и Февронии Муромским
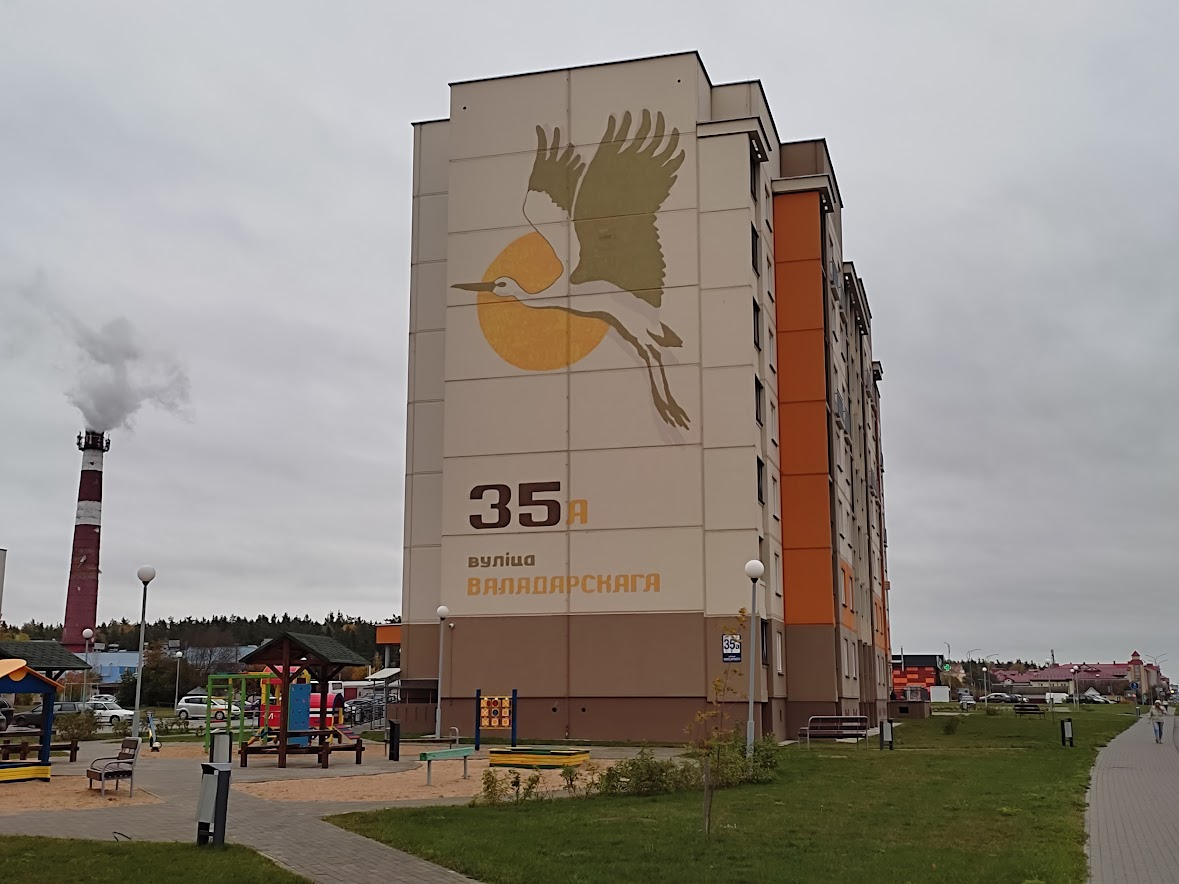
Дом 35 на Володарского
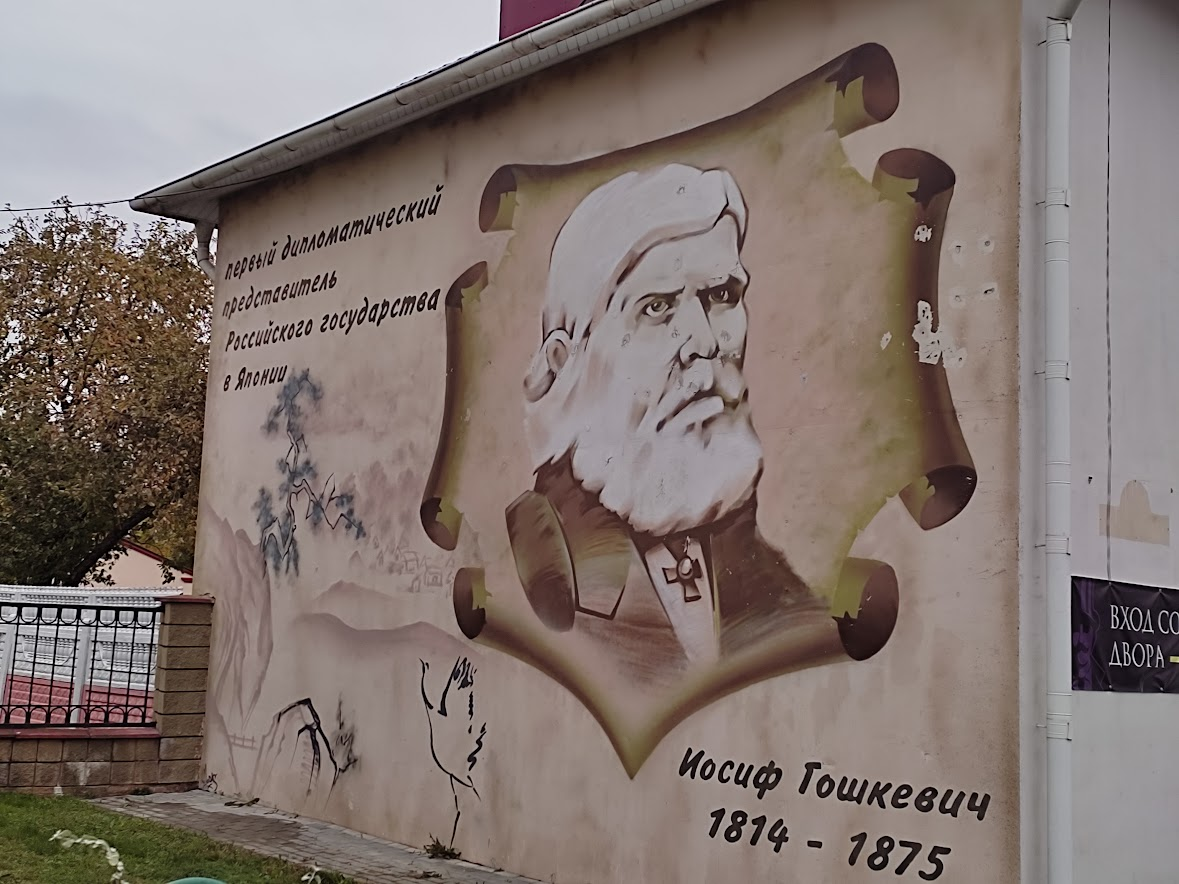
Дом 5-3 на Володарского
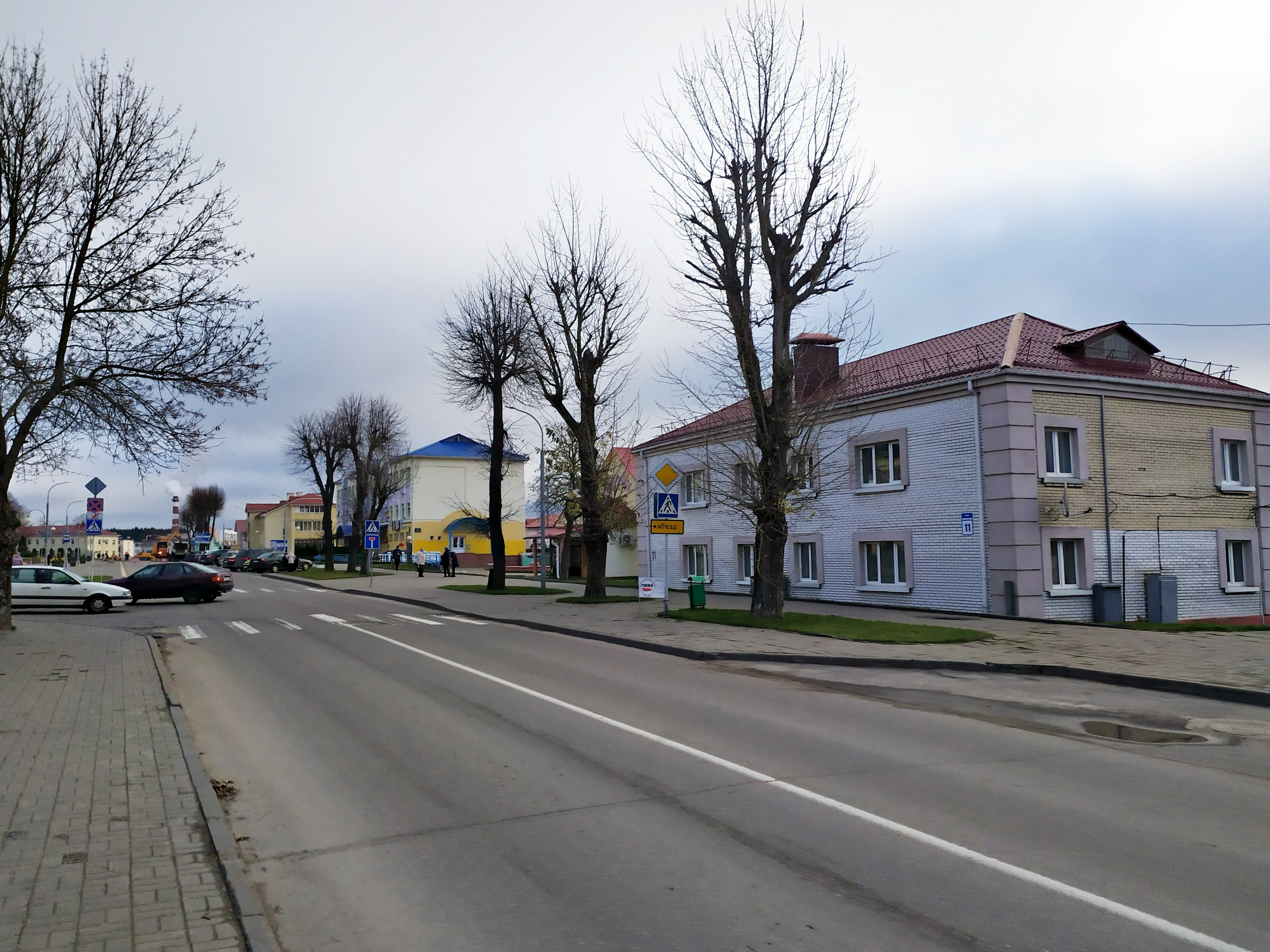
Улица Ленинская

Учреждения

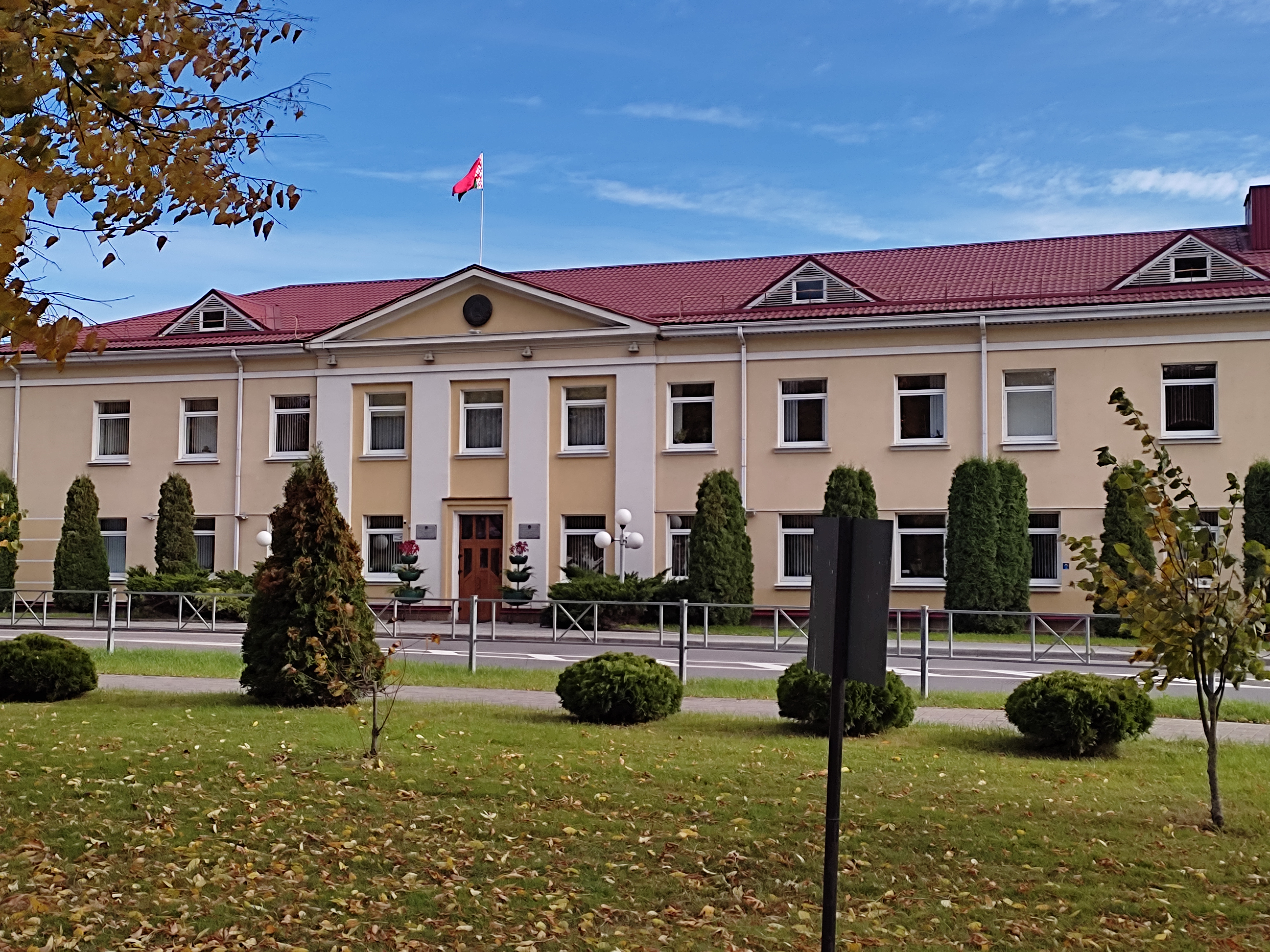
Островецкий райисполком
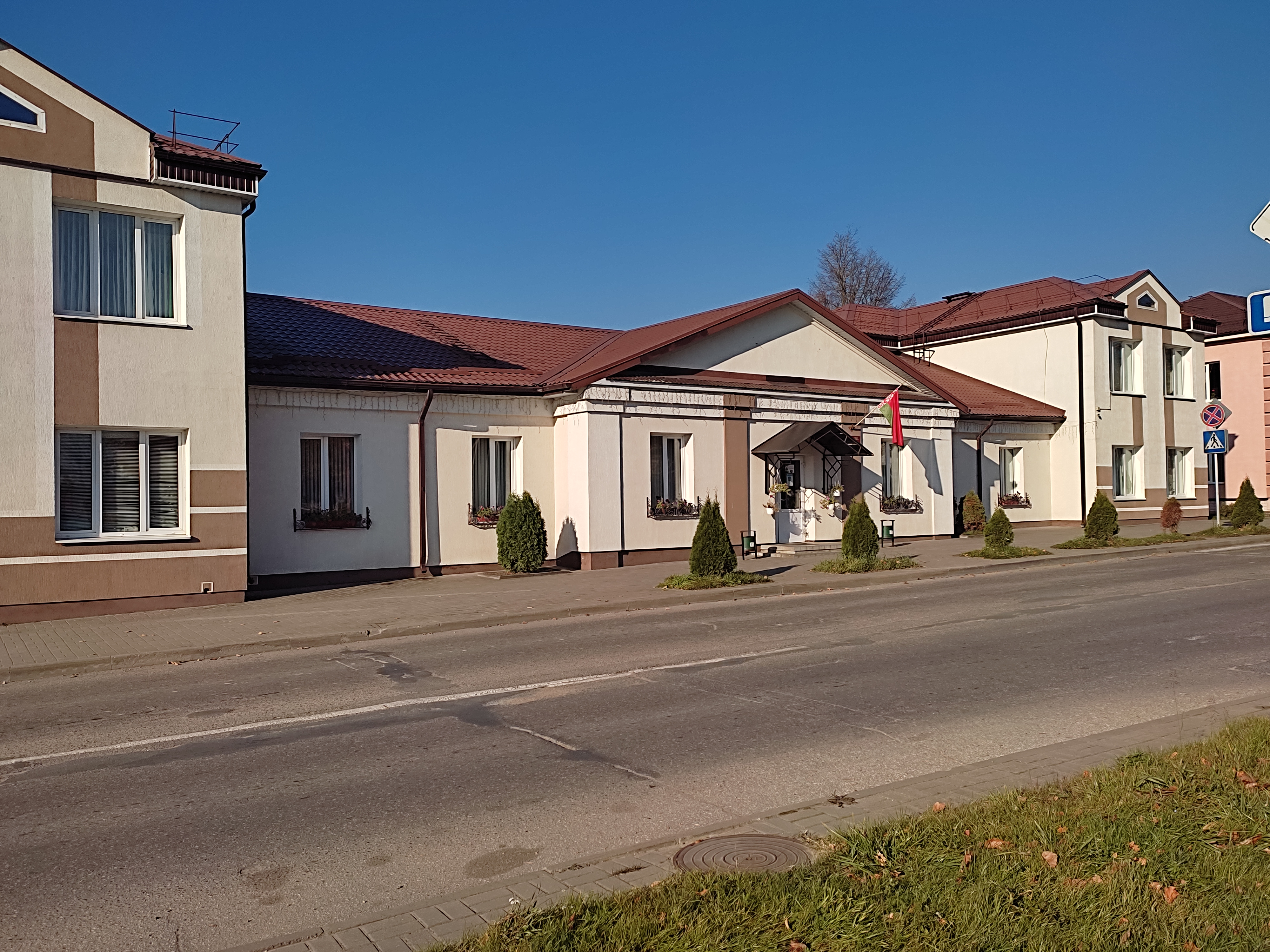
Районный отдел образования
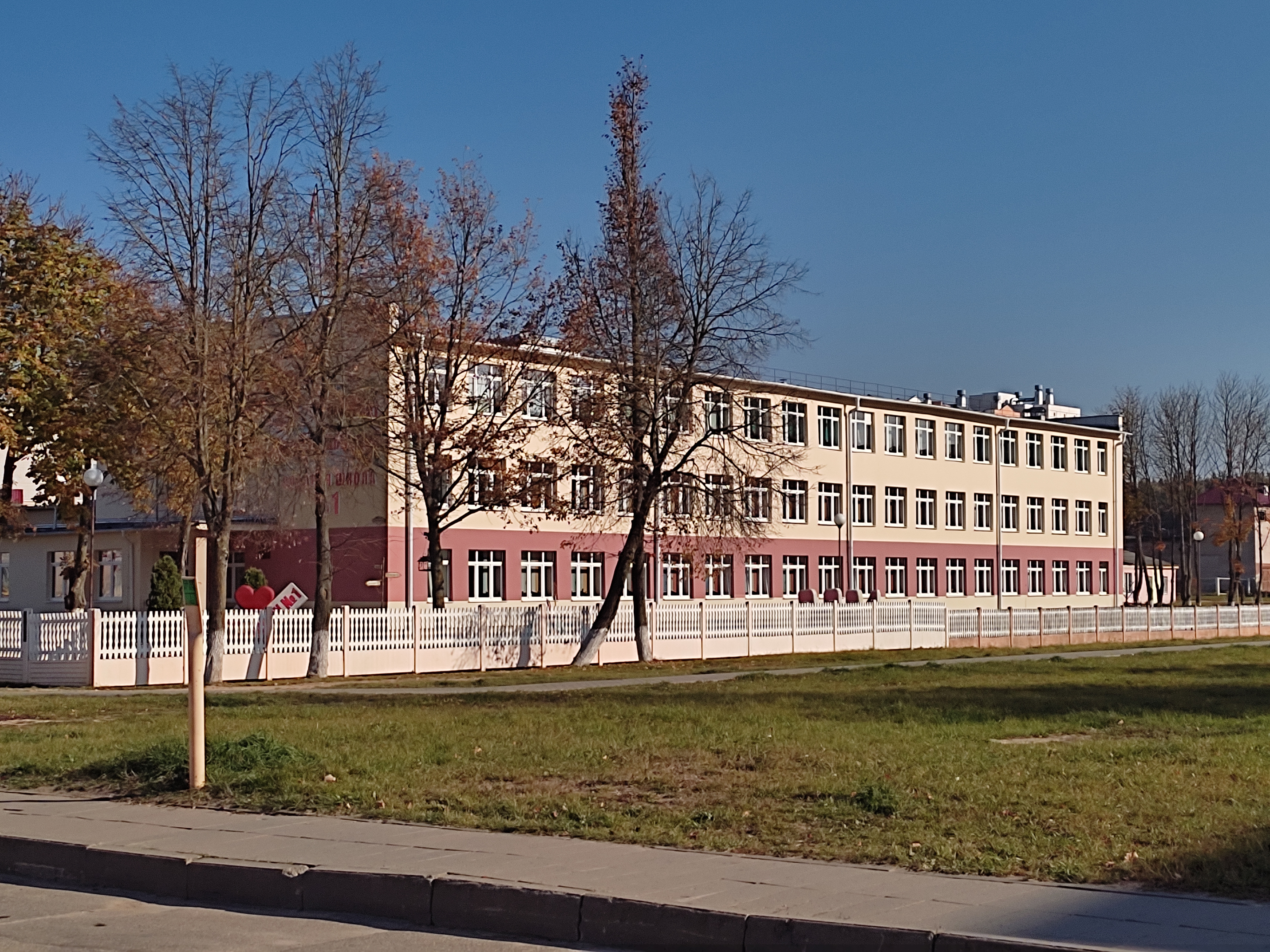
Средняя школа №1
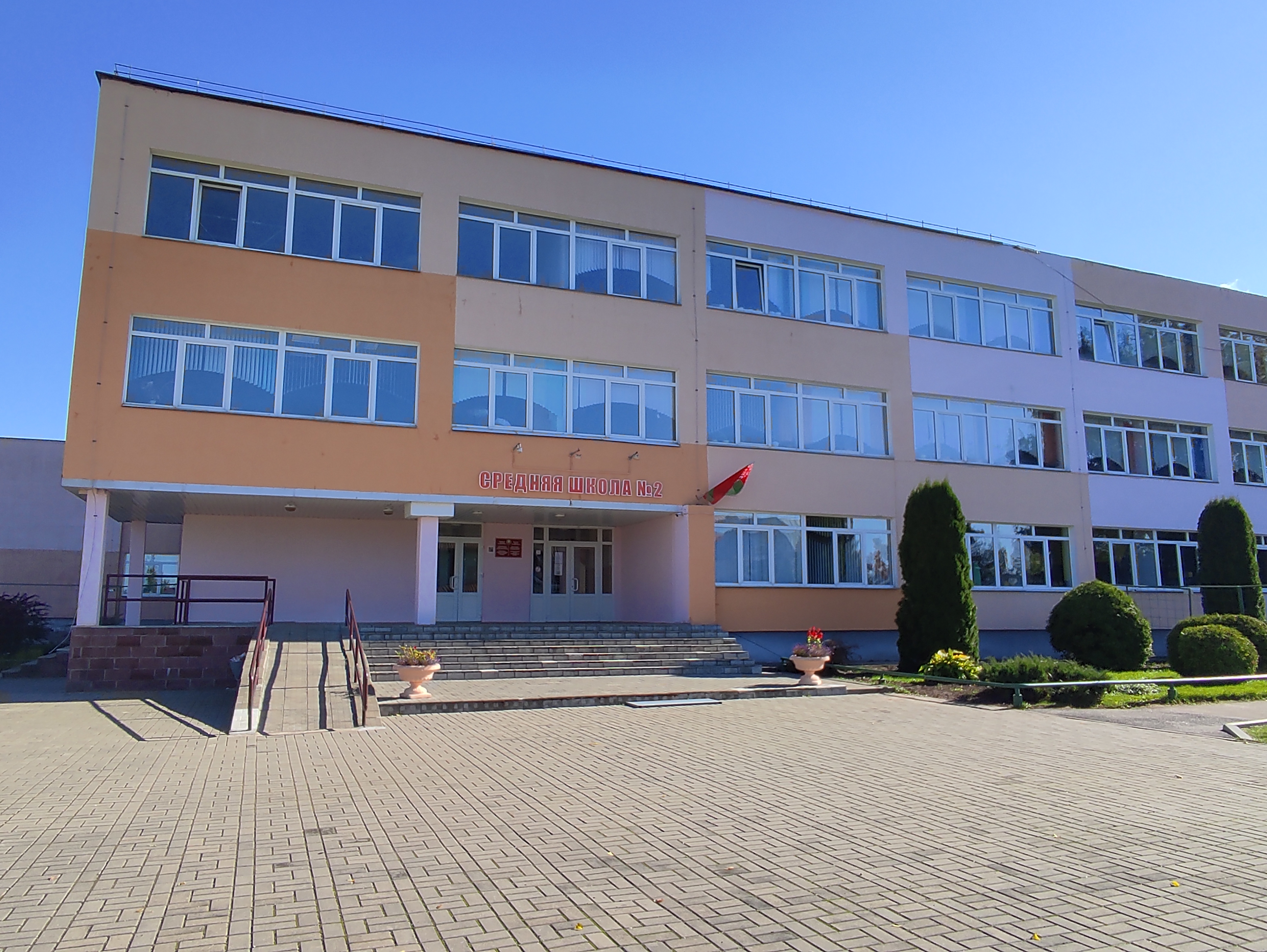
Средняя школа №2
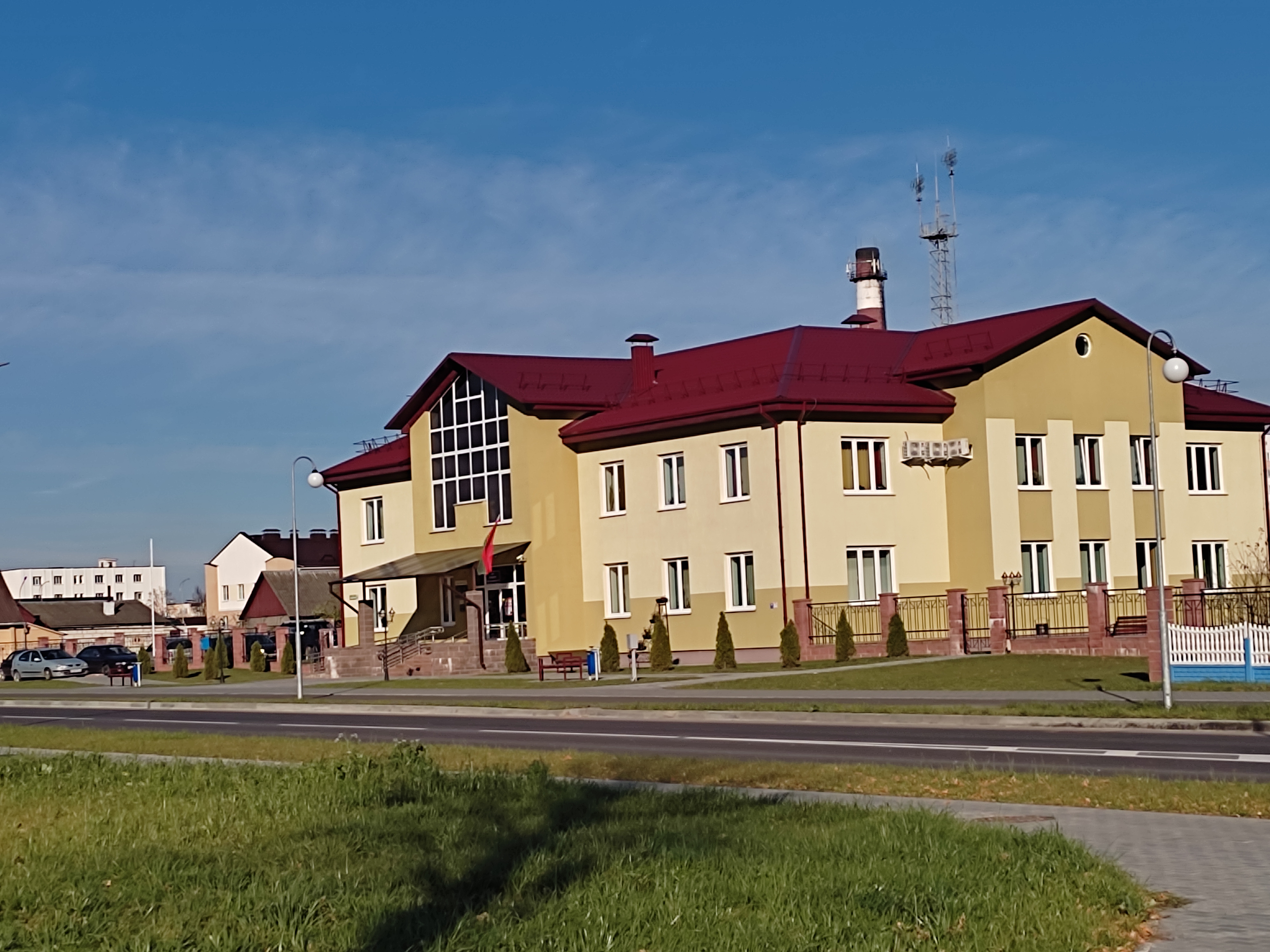
Островецкий опытный лесхоз
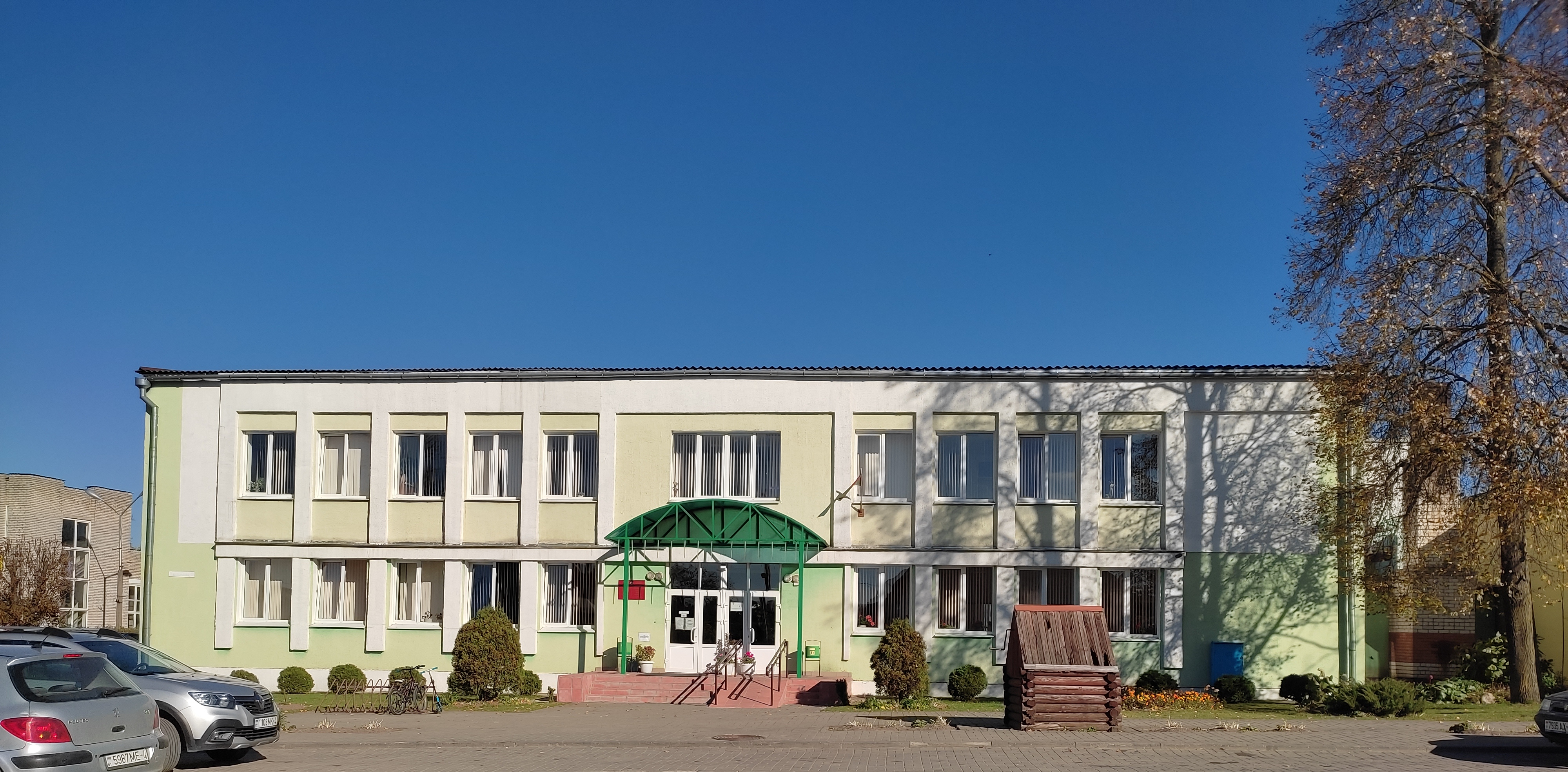
Детская школа искусств
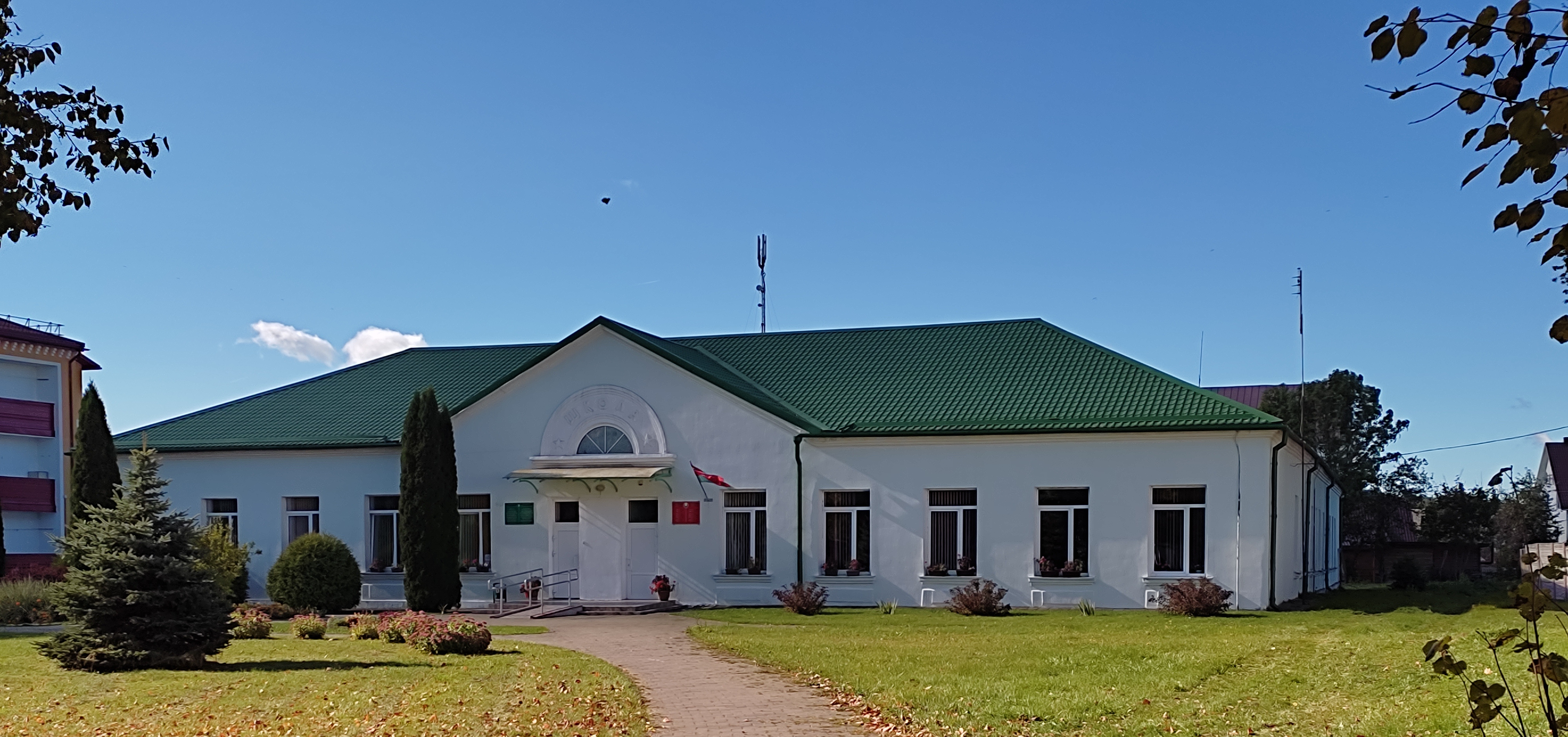
Детско-юношеская спортивная школа
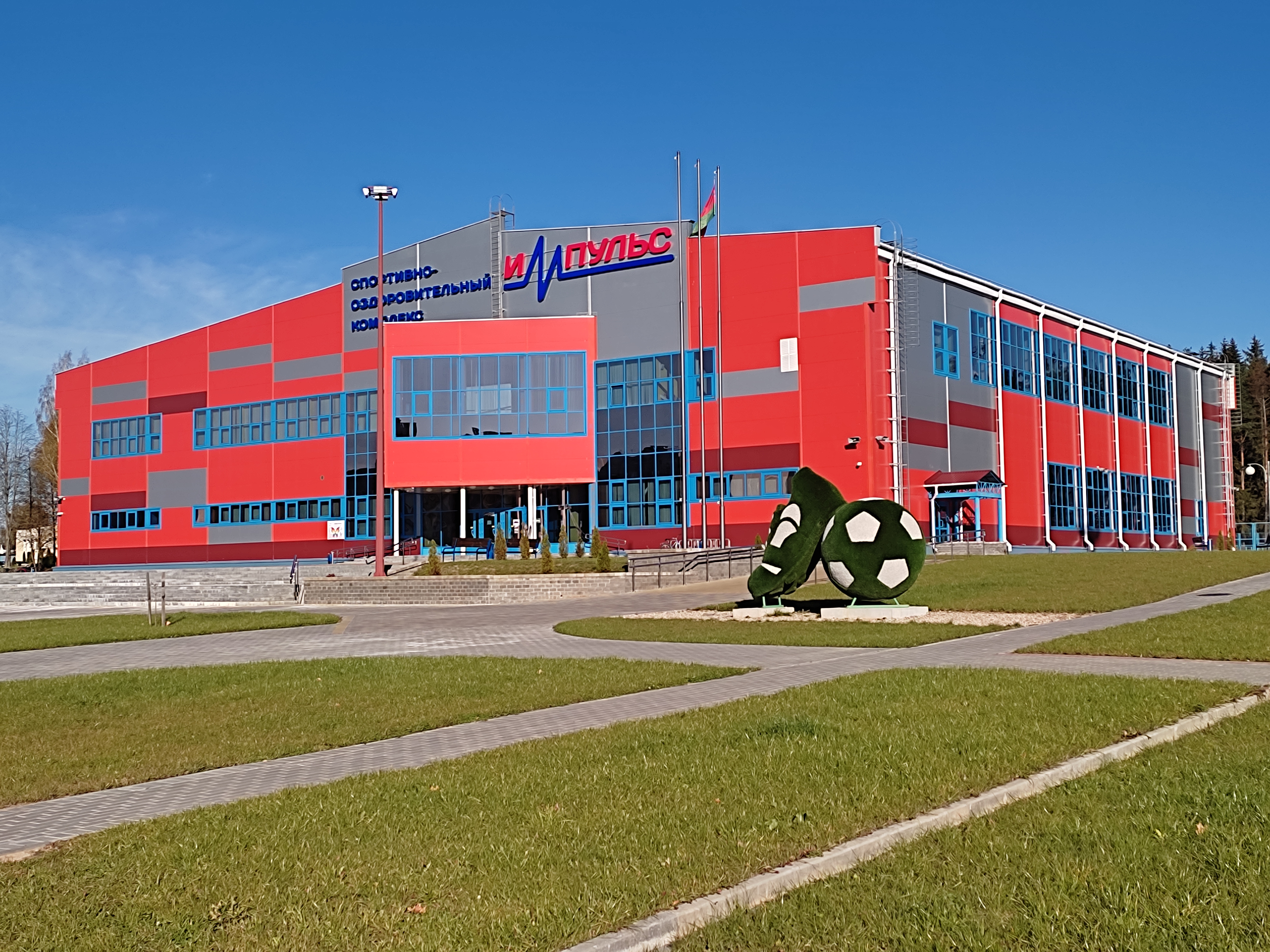
ФОК «Импульс»
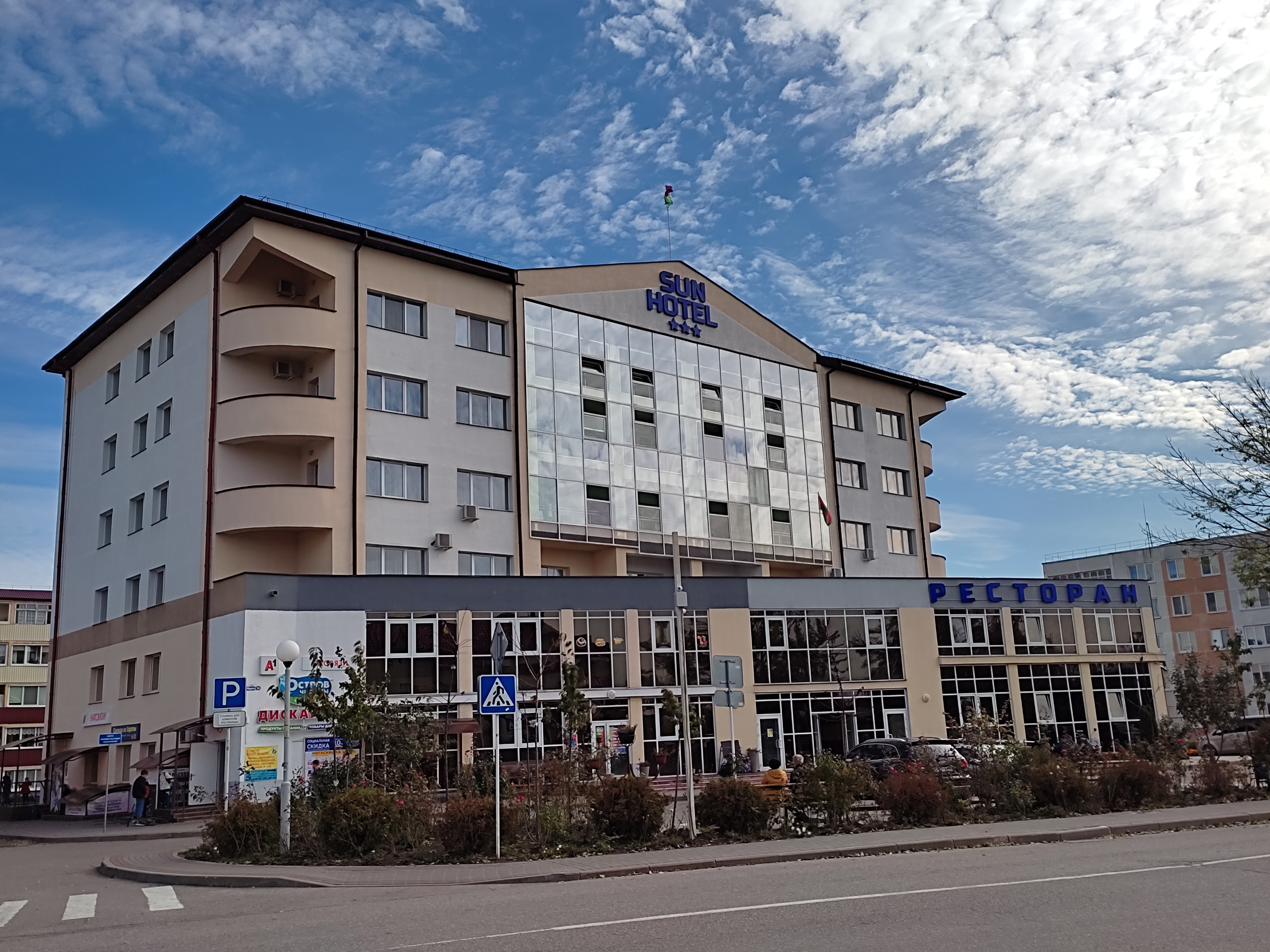
Гостиница «Sun Hotel»
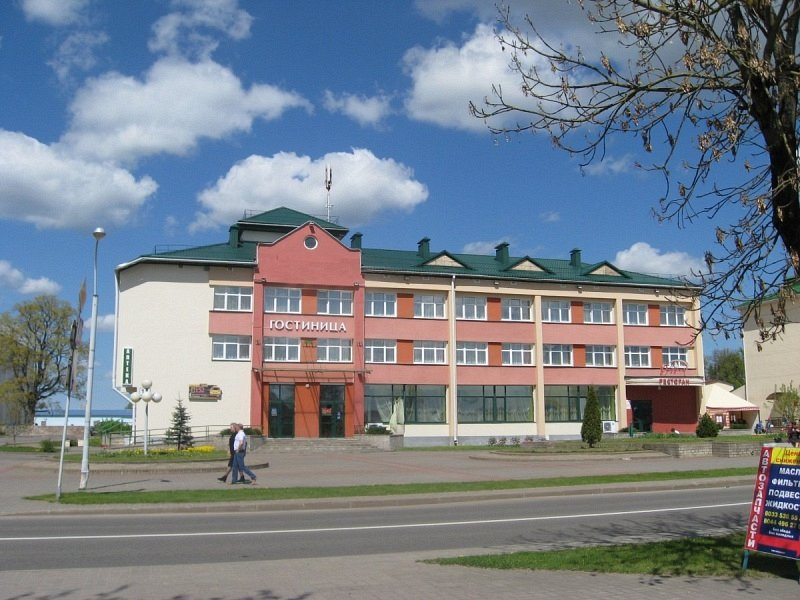
Гостиница «Радуга»

Историко-культурное наследие

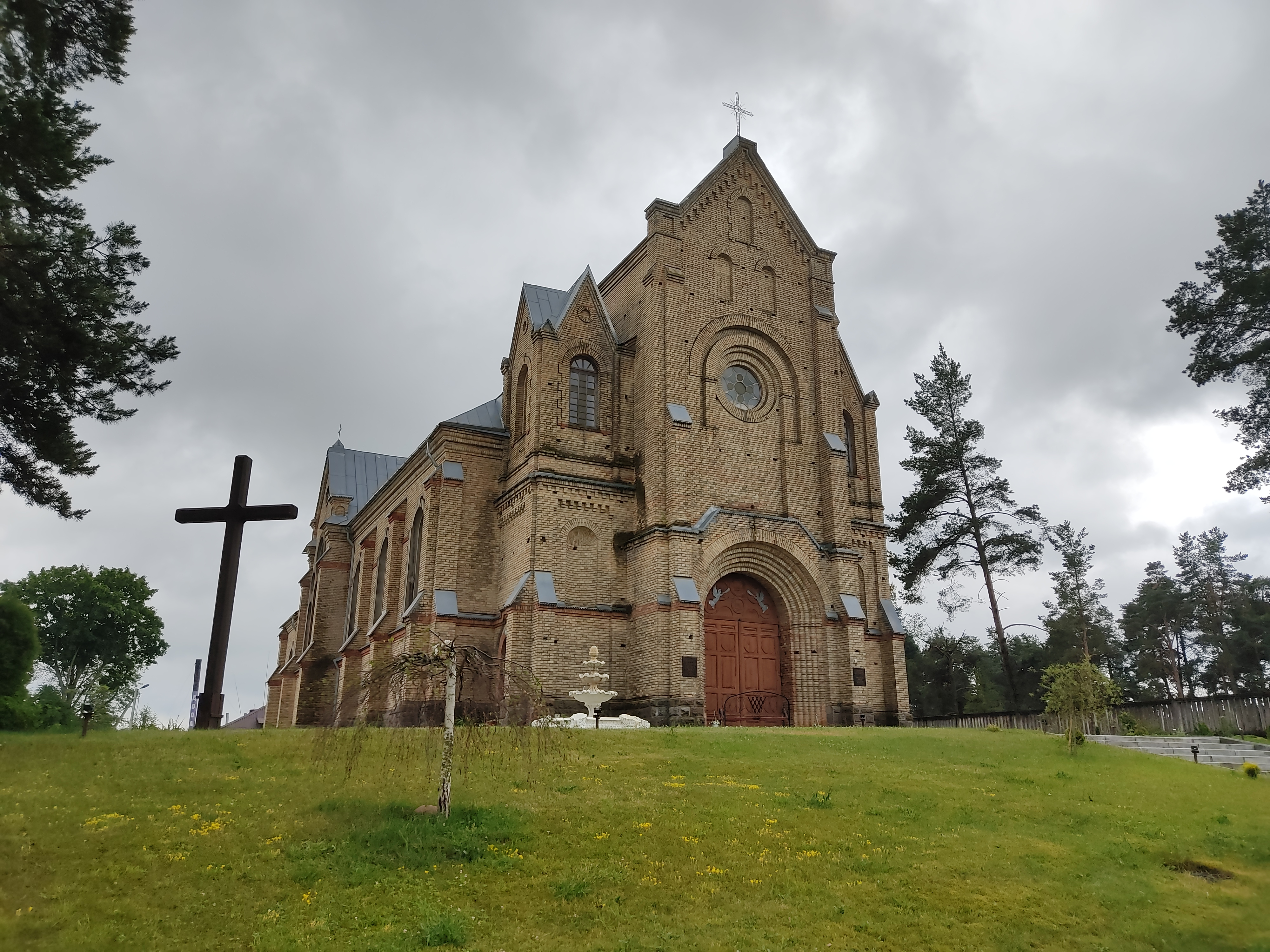
Костёл Воздвижения Святого Креста
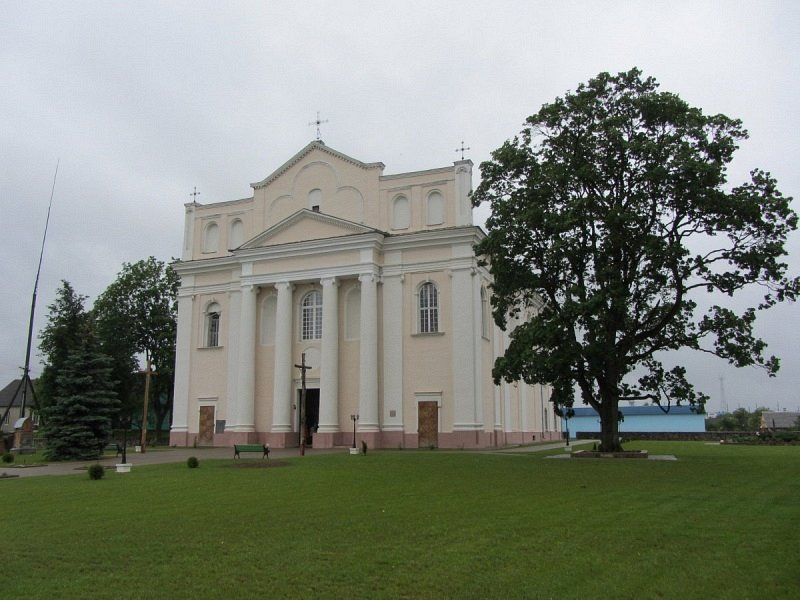
Костёл святых Космы и Дамиана
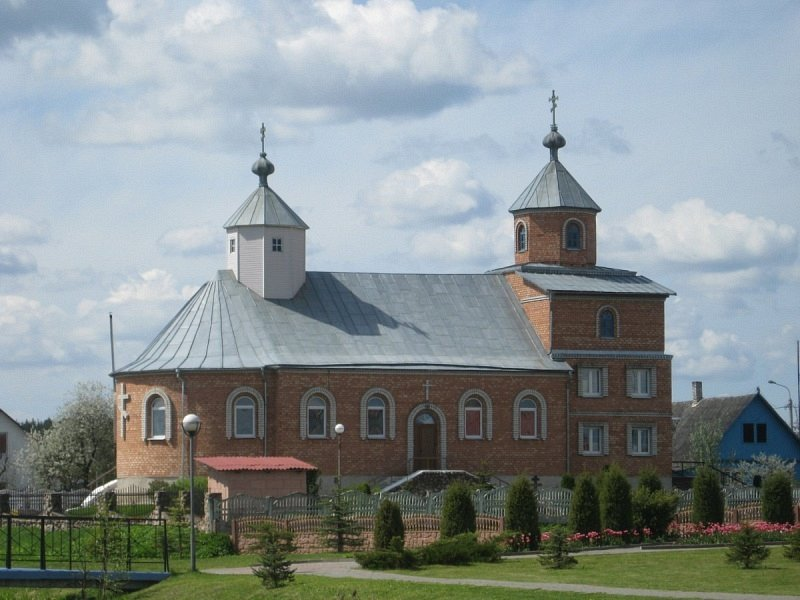
Церковь святых Петра и Павла
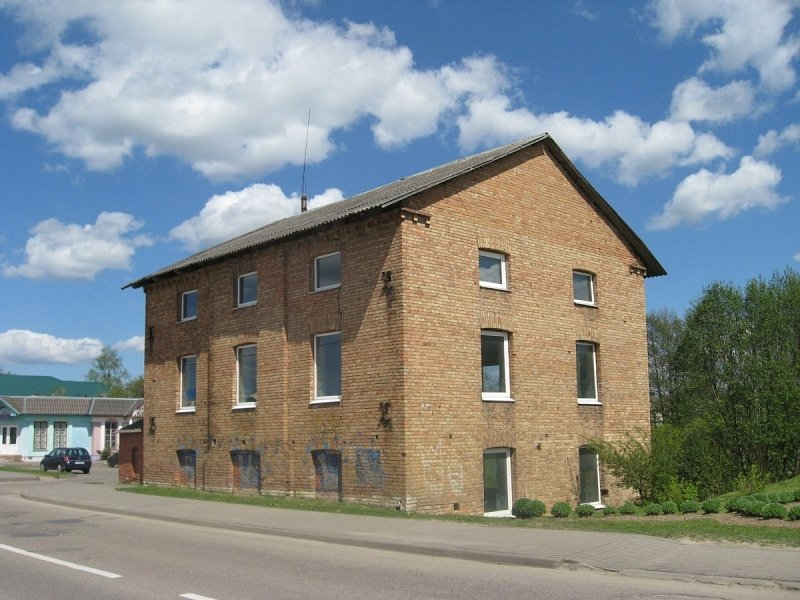
Водяная мельница

Городской парк
- Памятник В. И. Ленину
- Скульптура «Дубочак»
- Скульптура «Папараць-кветка»
- «Медведи»
- Скульптура «Бабочка»
- Скульптура «Форель»
- Фонарь, установленный МЧС накануне дня пожарной службы Беларуси

### Микрорайоны № 1, № 2 и №3

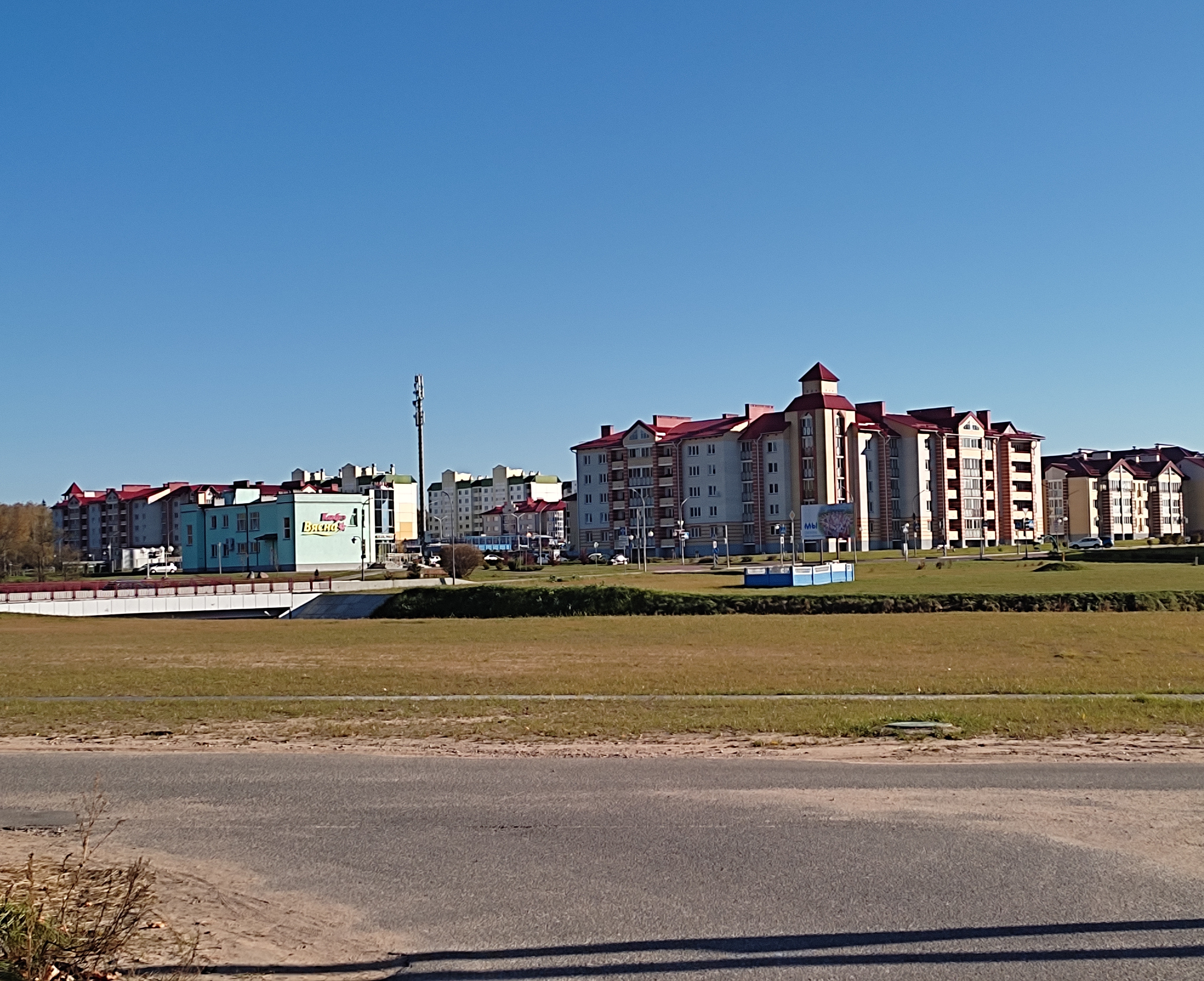
Вид на 1-й микрорайон со стороны переулка Набережного
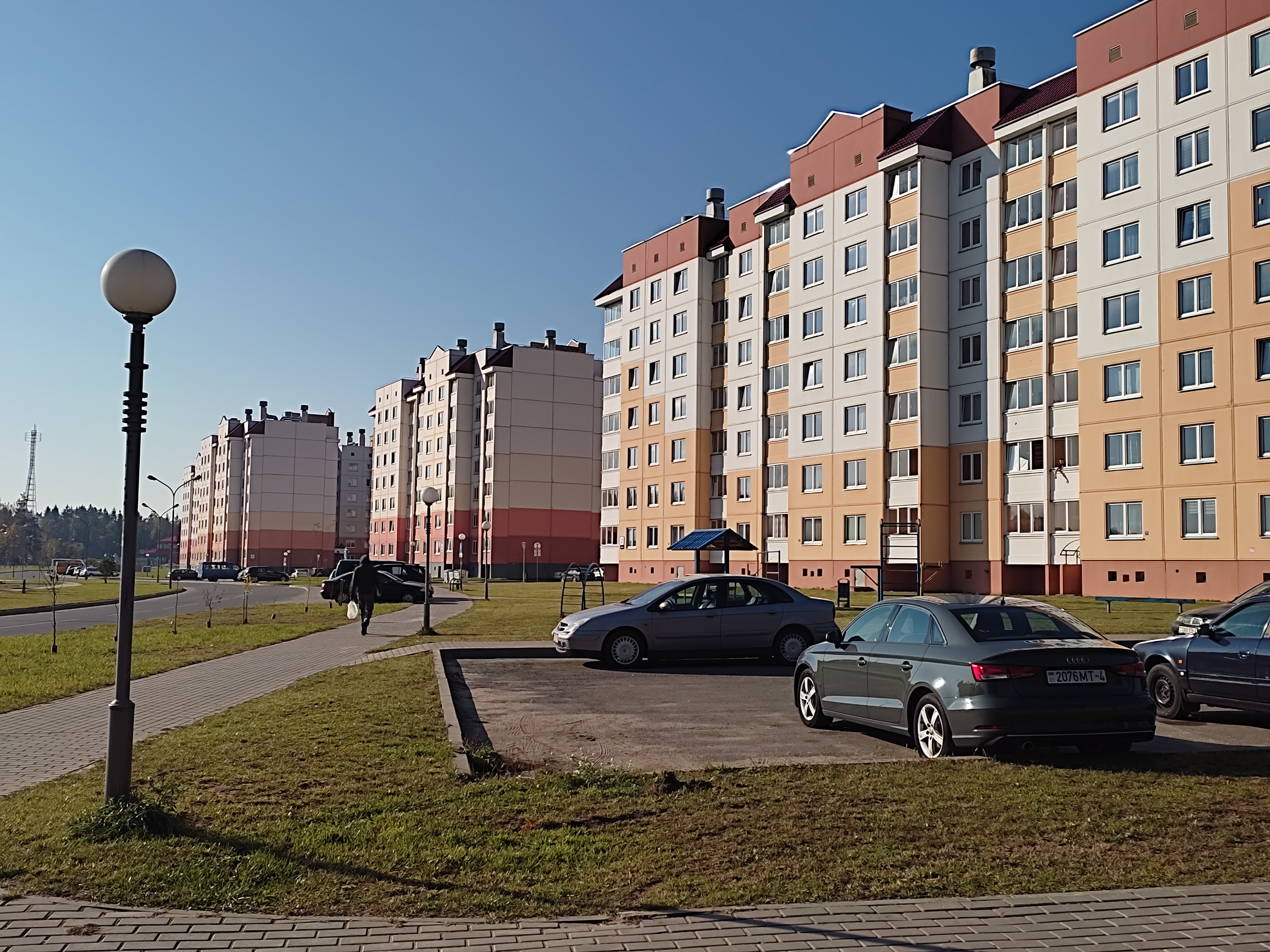
Жилые дома во 2-м микрорайоне
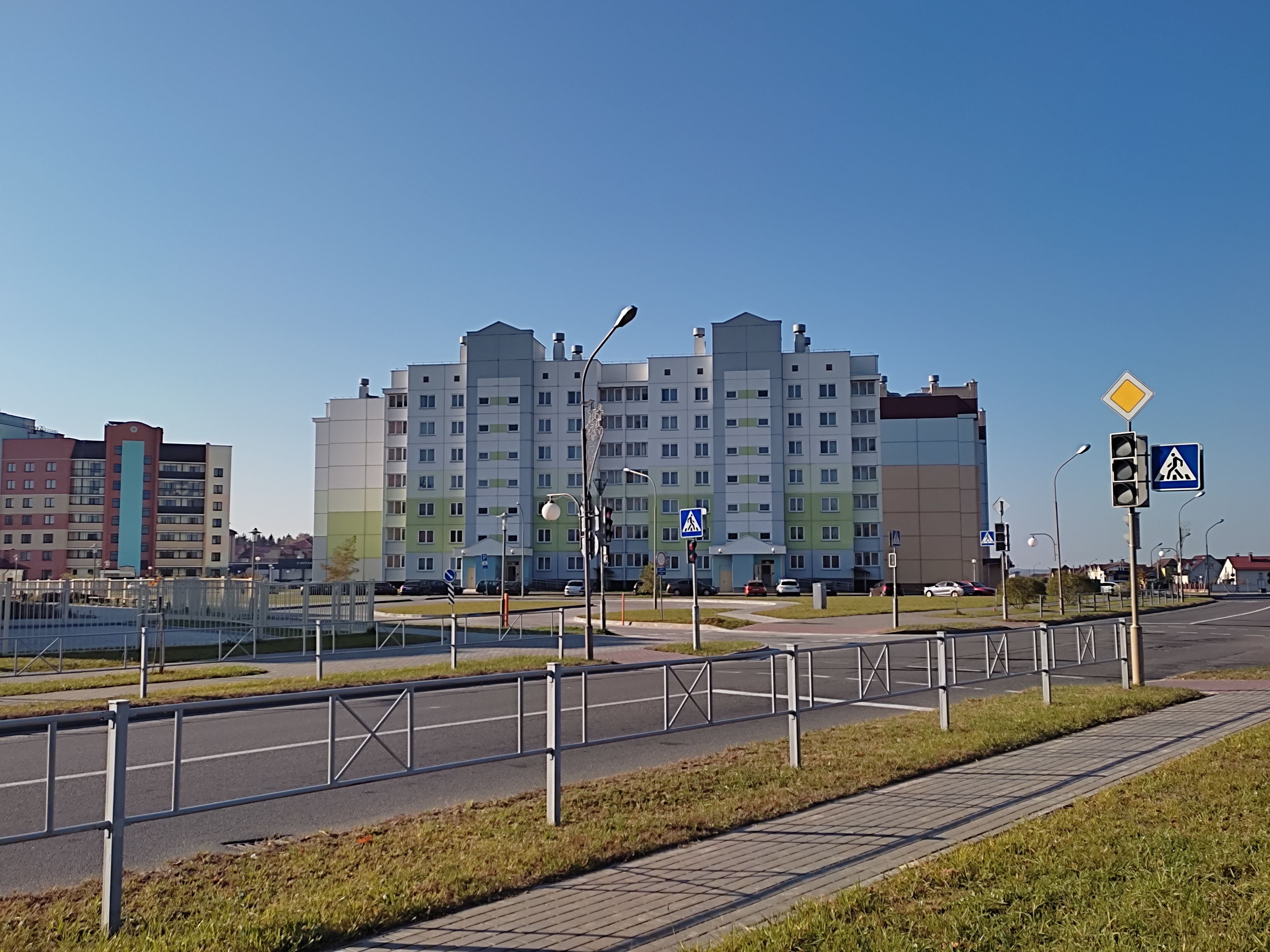
Дом 18 на улице Аэродромная
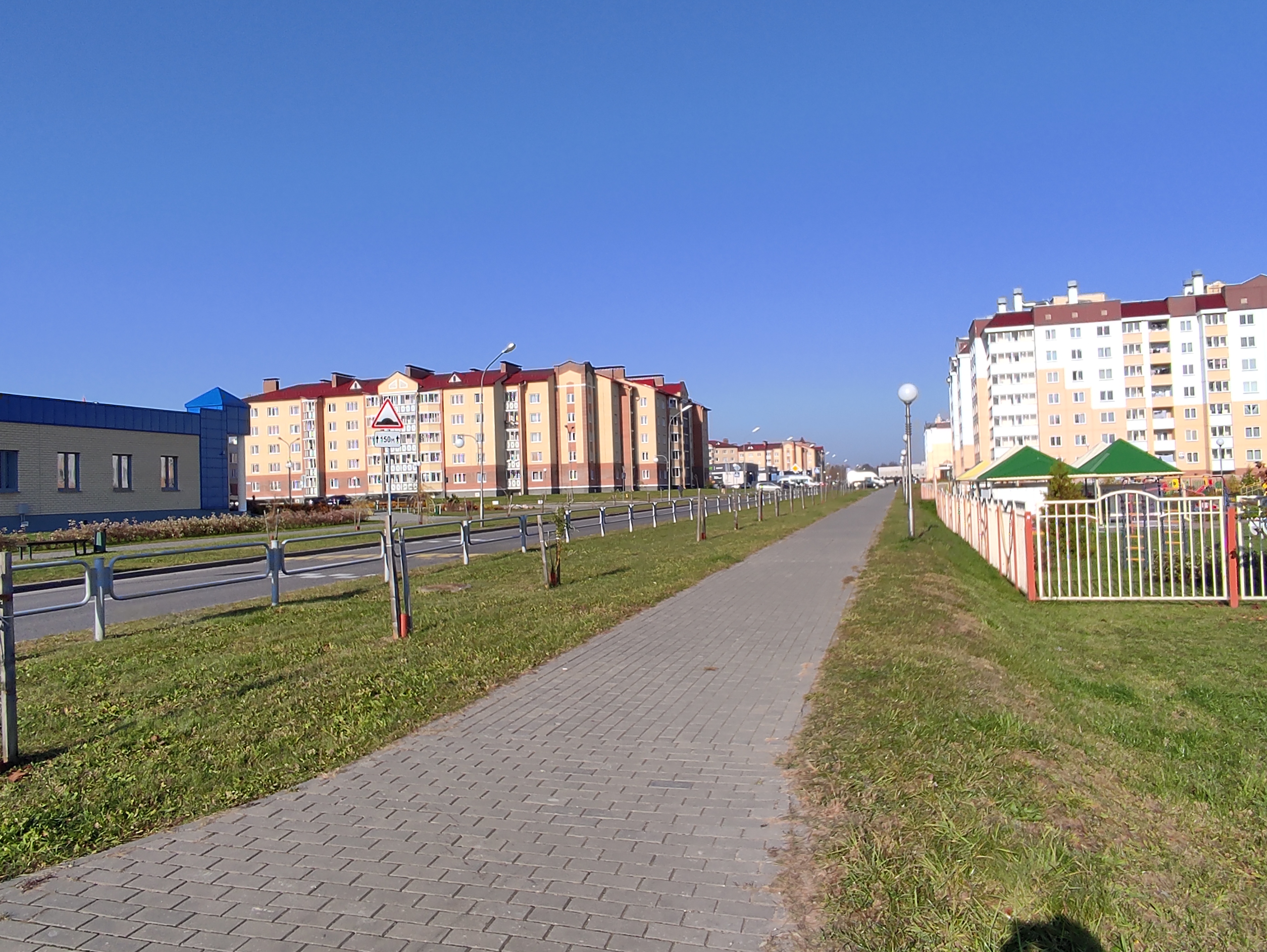
На улице Короткевича около детсада
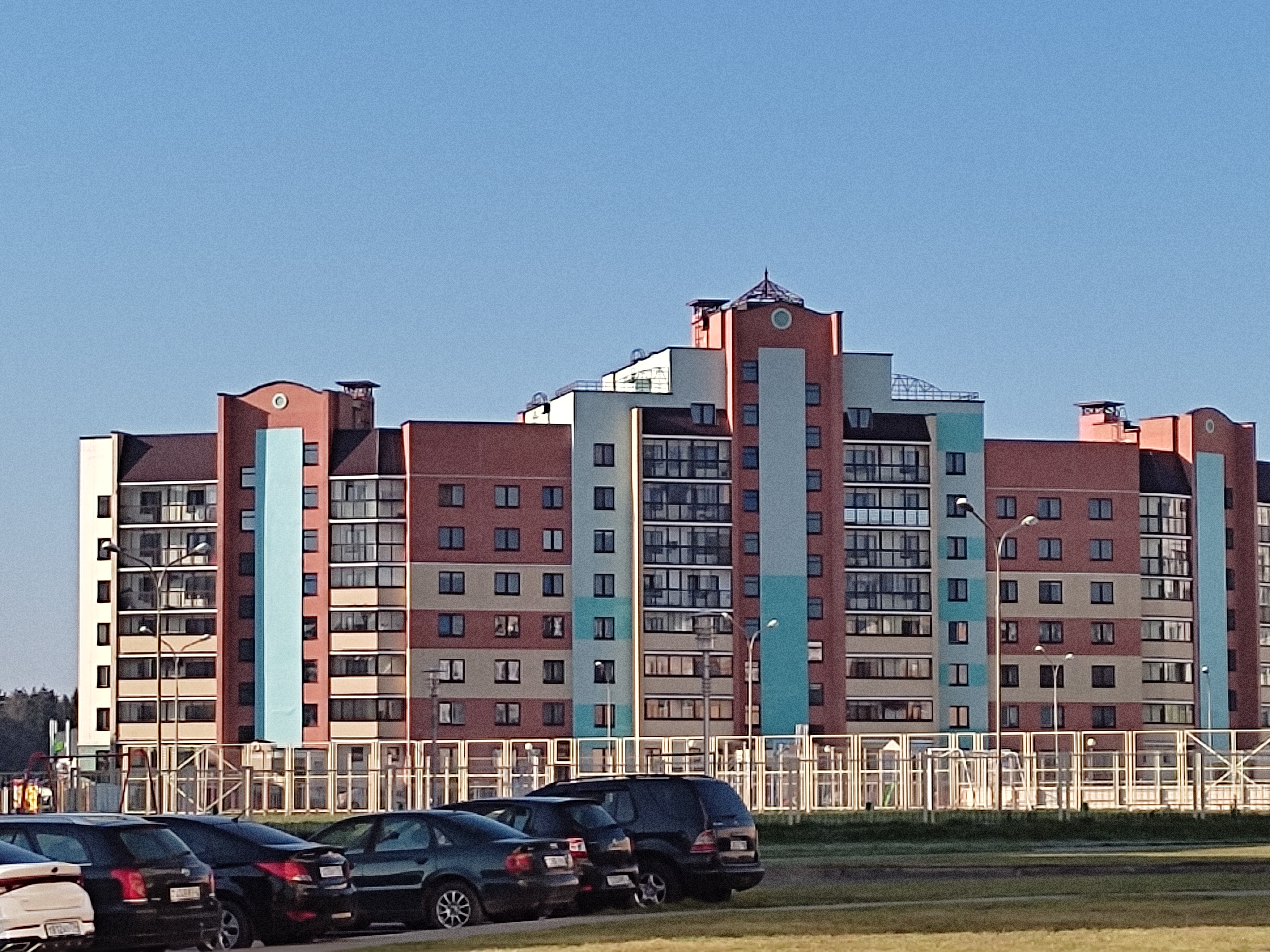
Дом 5 на улице Короткевича
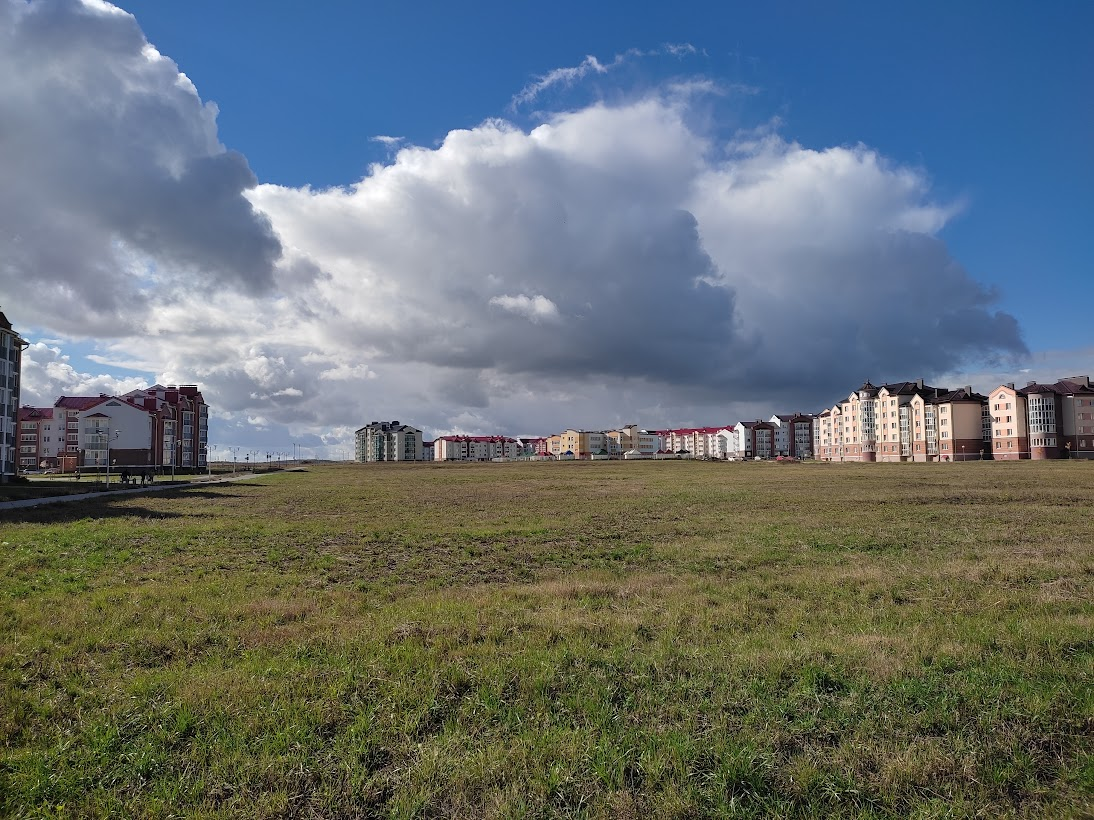
Жилые дома в 3-м микрорайоне
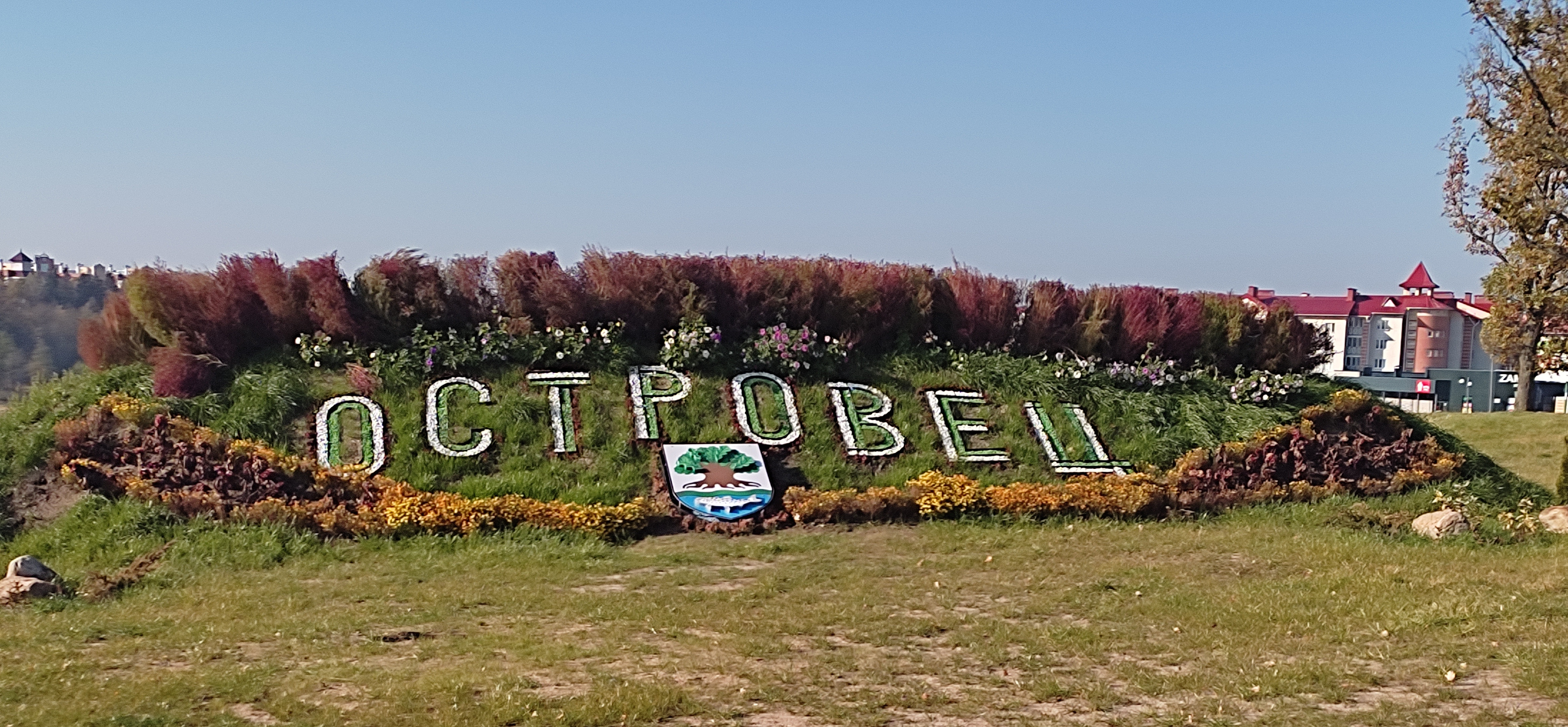
На въезде со стороны деревни Белькишки (теперь одноимённая улица города)
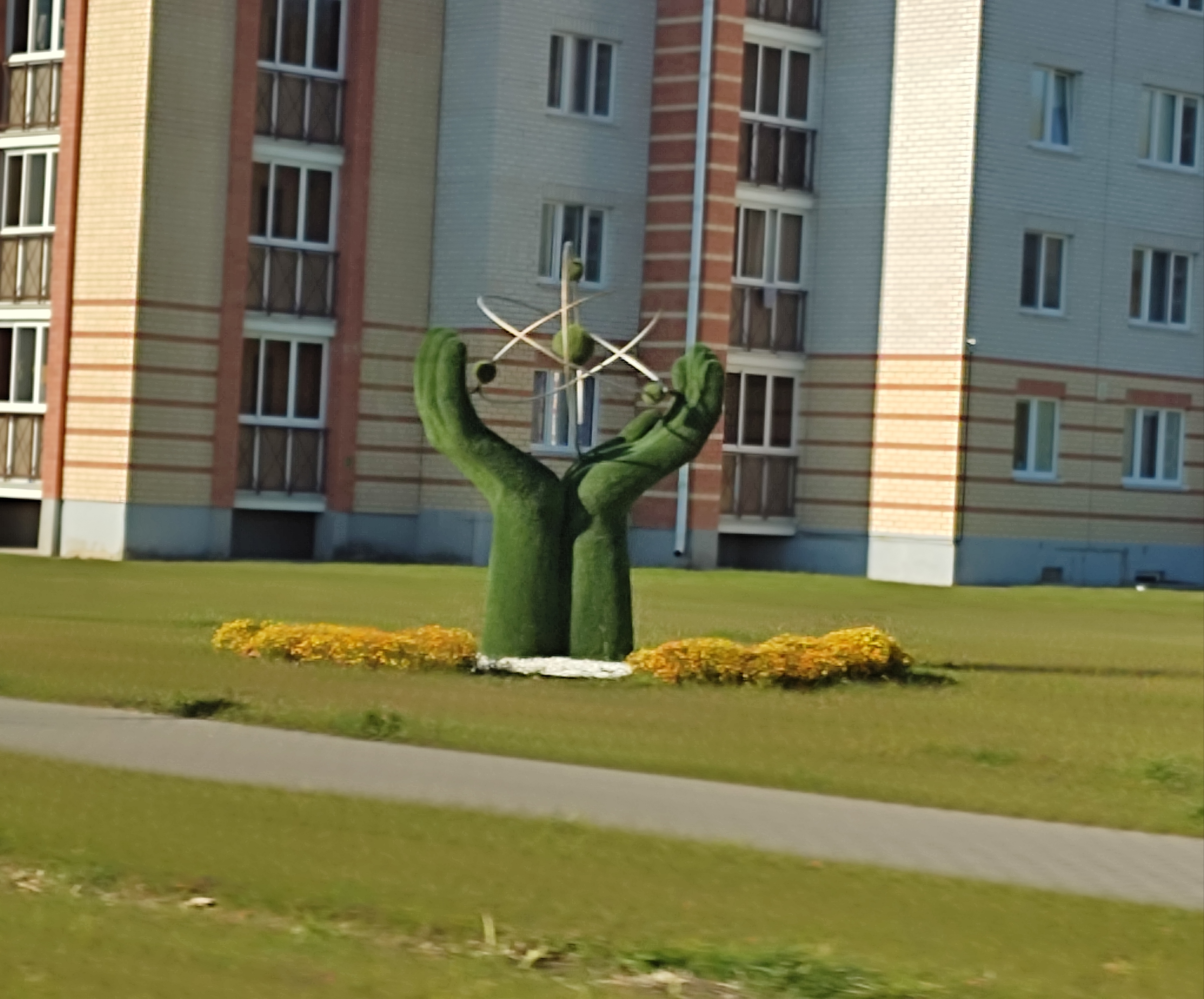
Композиция «Руки атома»
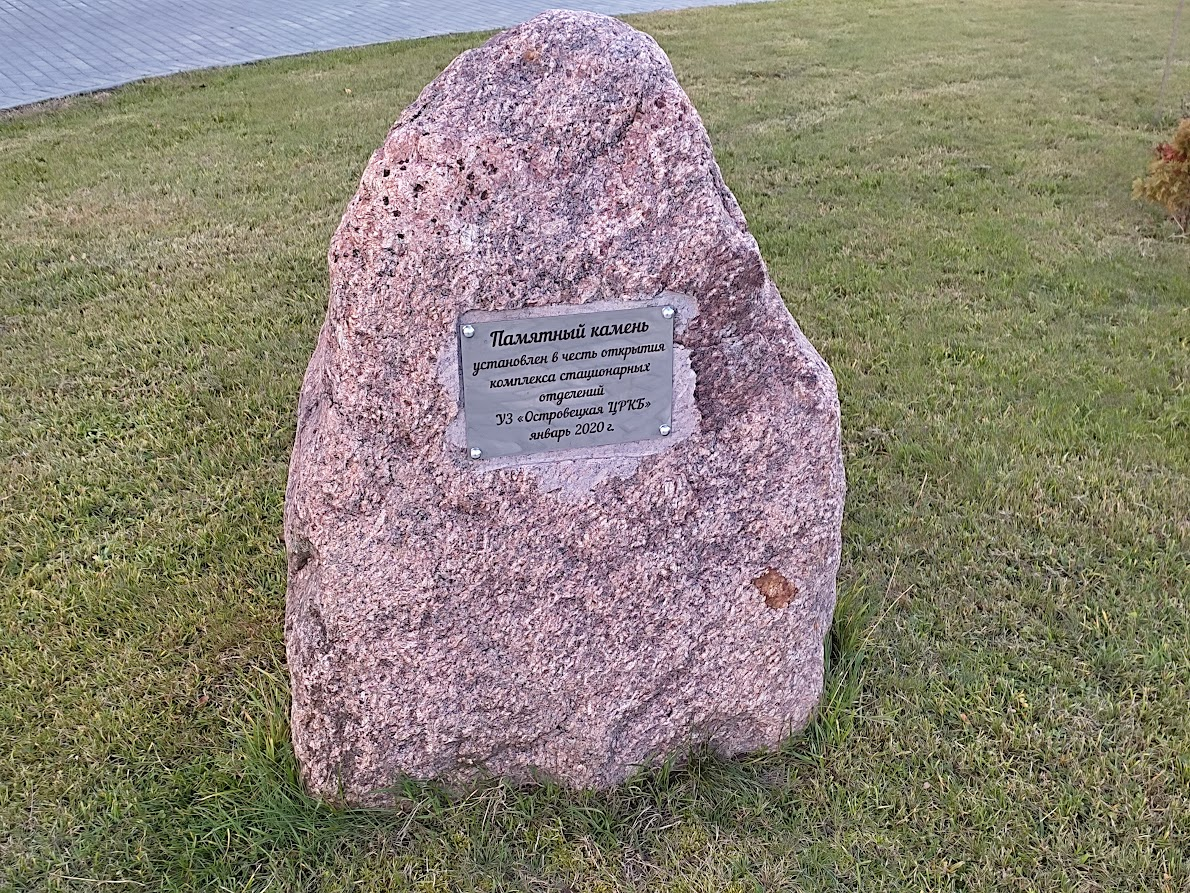
Памятный камень у Островецкой ЦРКБ
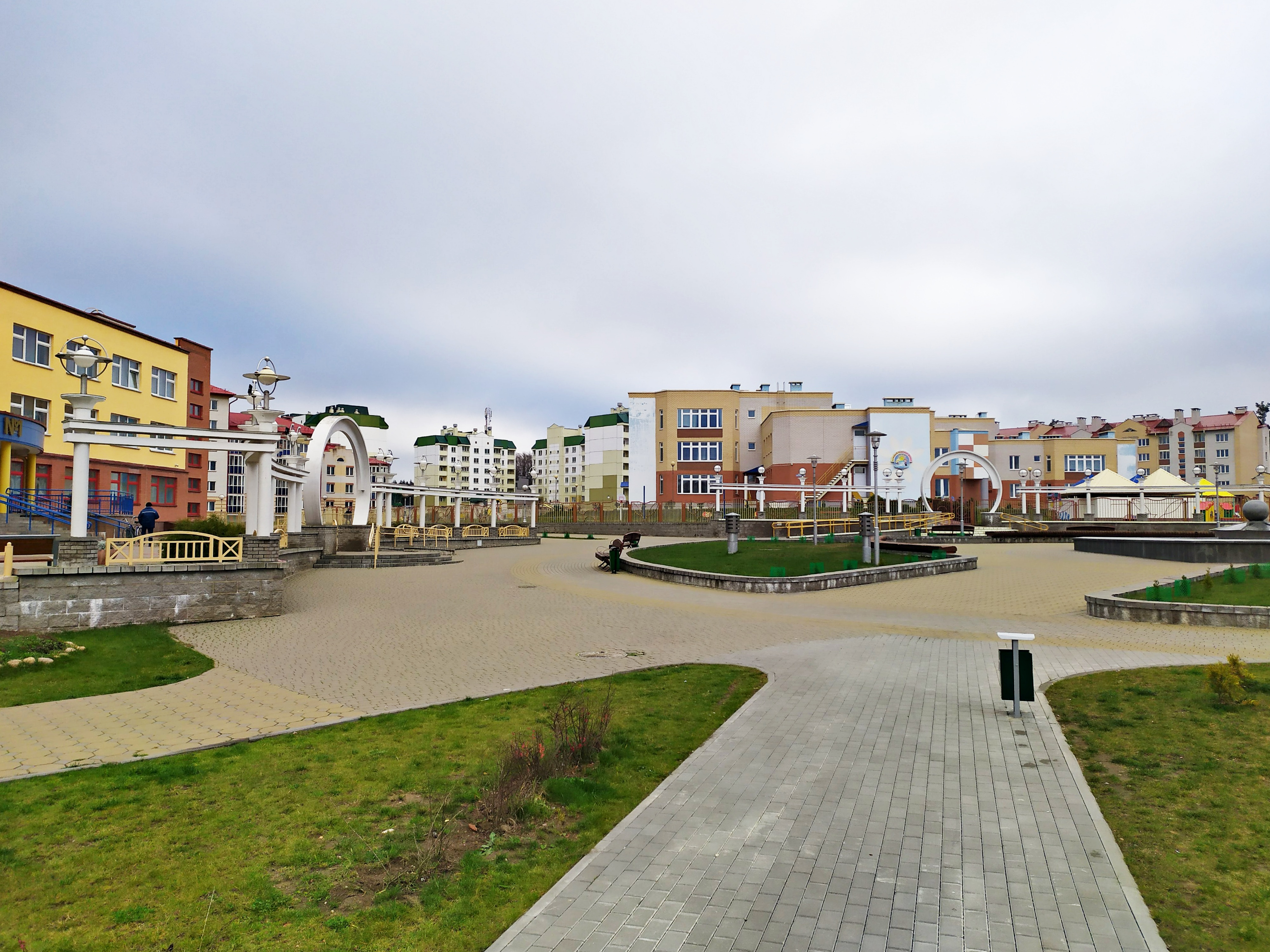
Возле гимназии
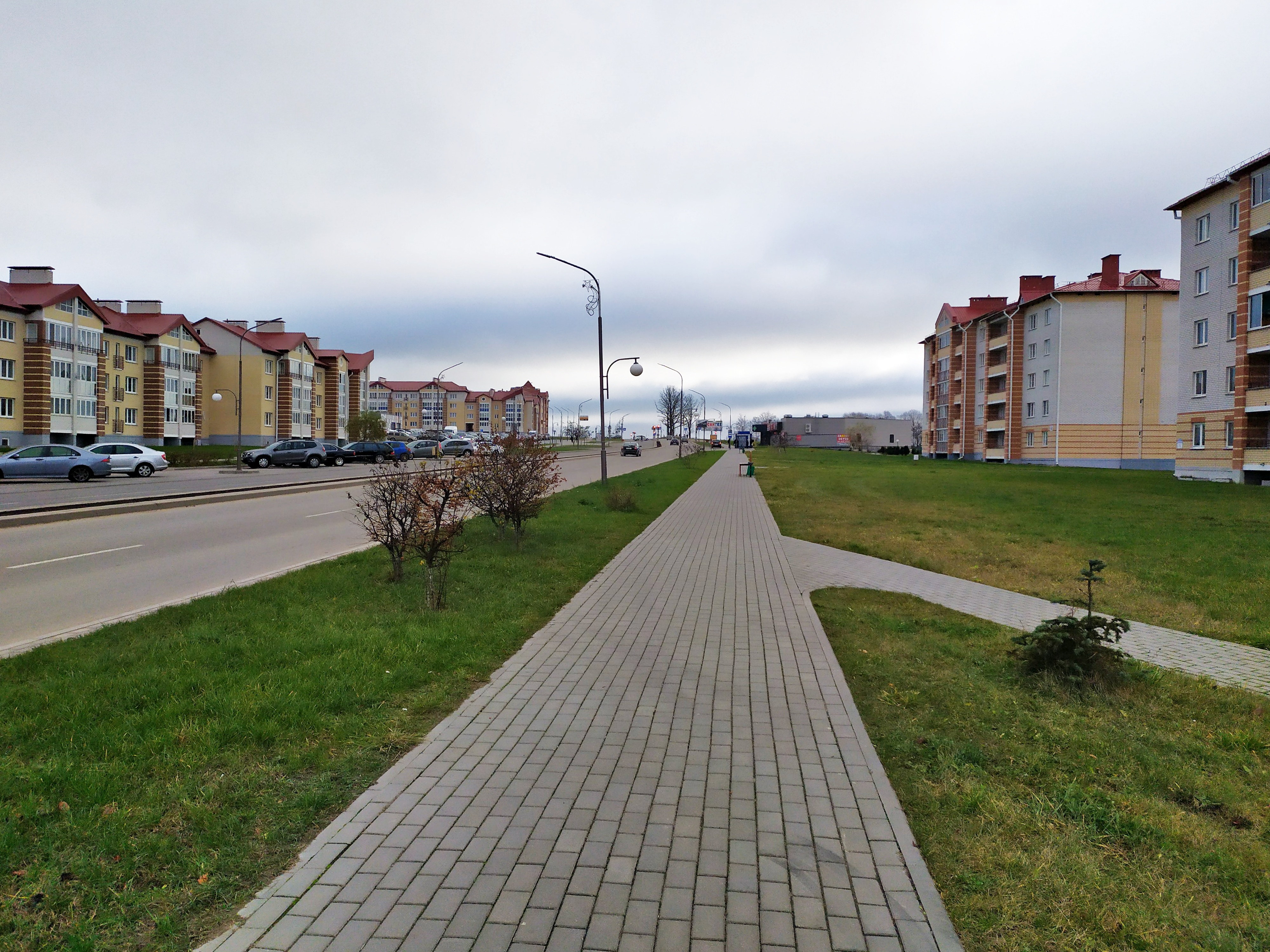
Жилые постройки

Учреждения

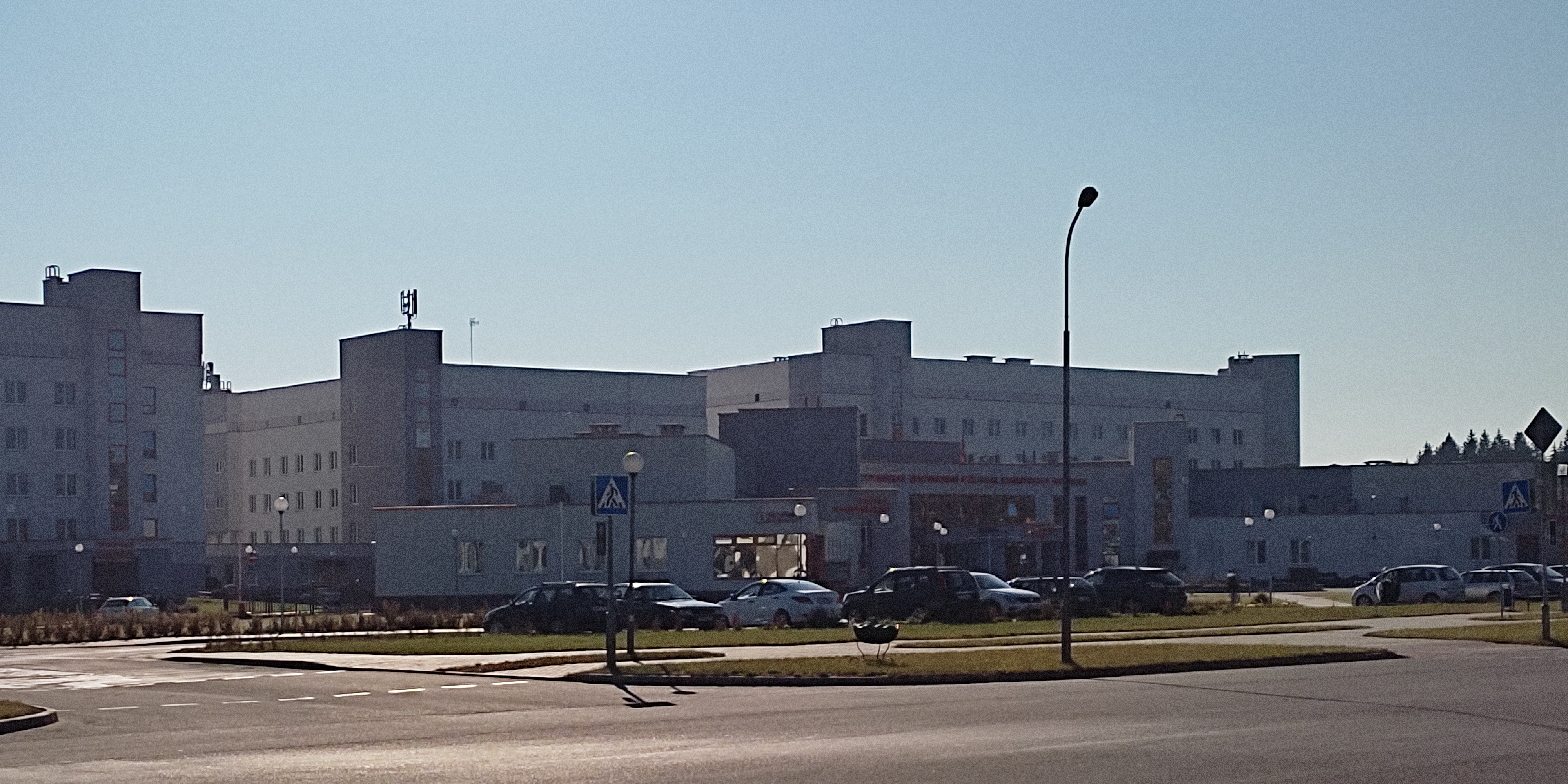
Центральная районная больница
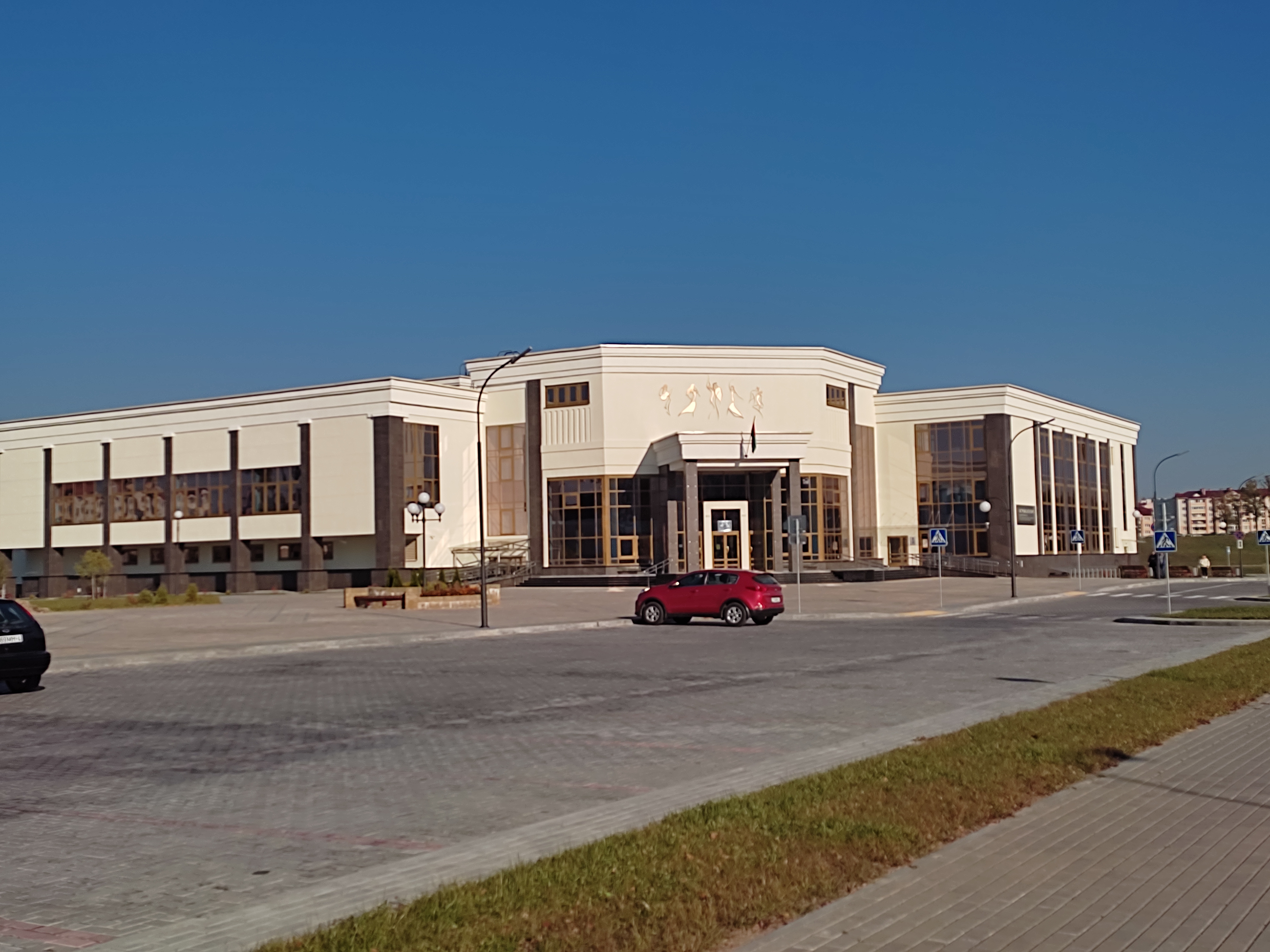
Центр культуры
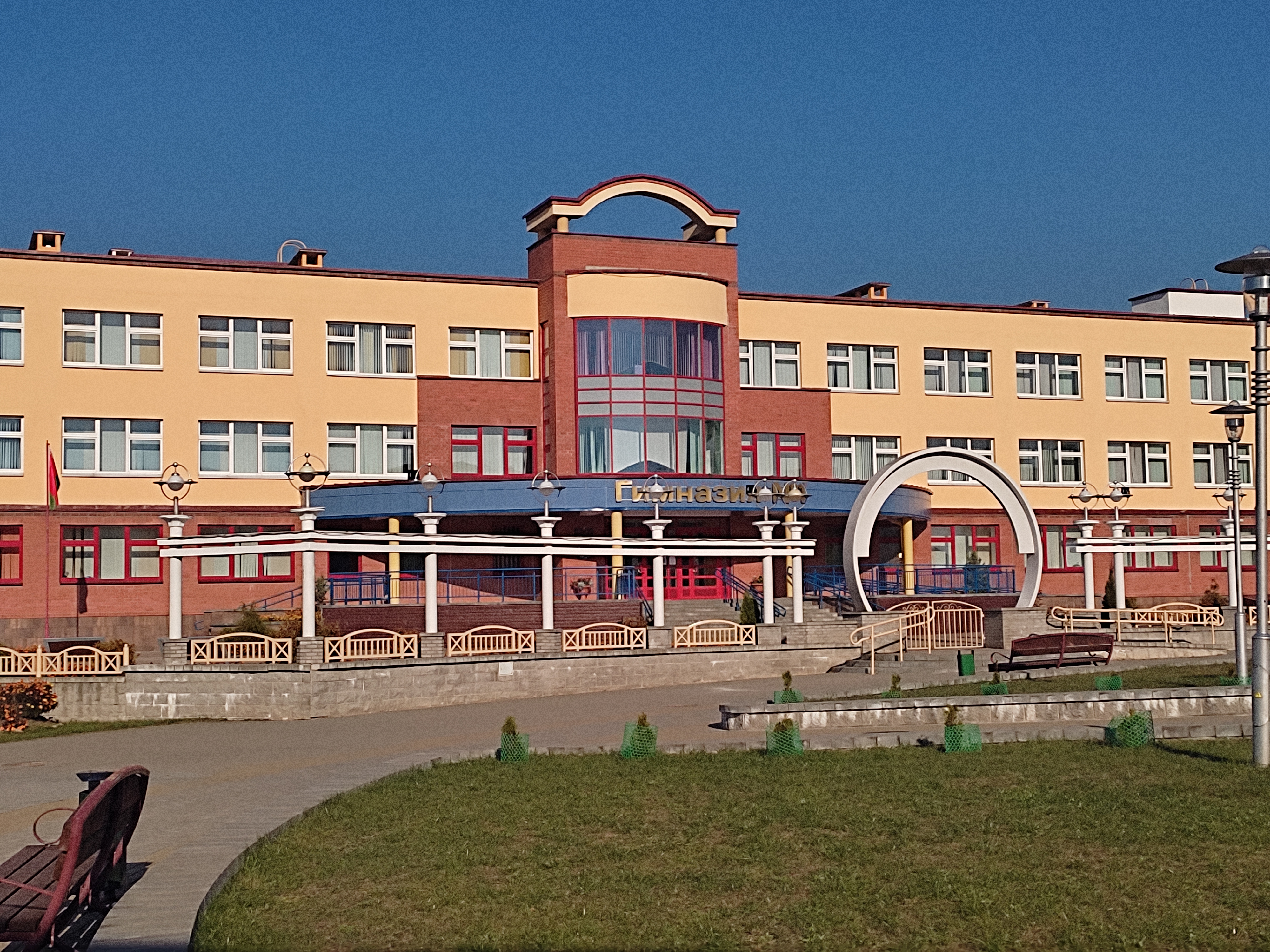
Гимназия
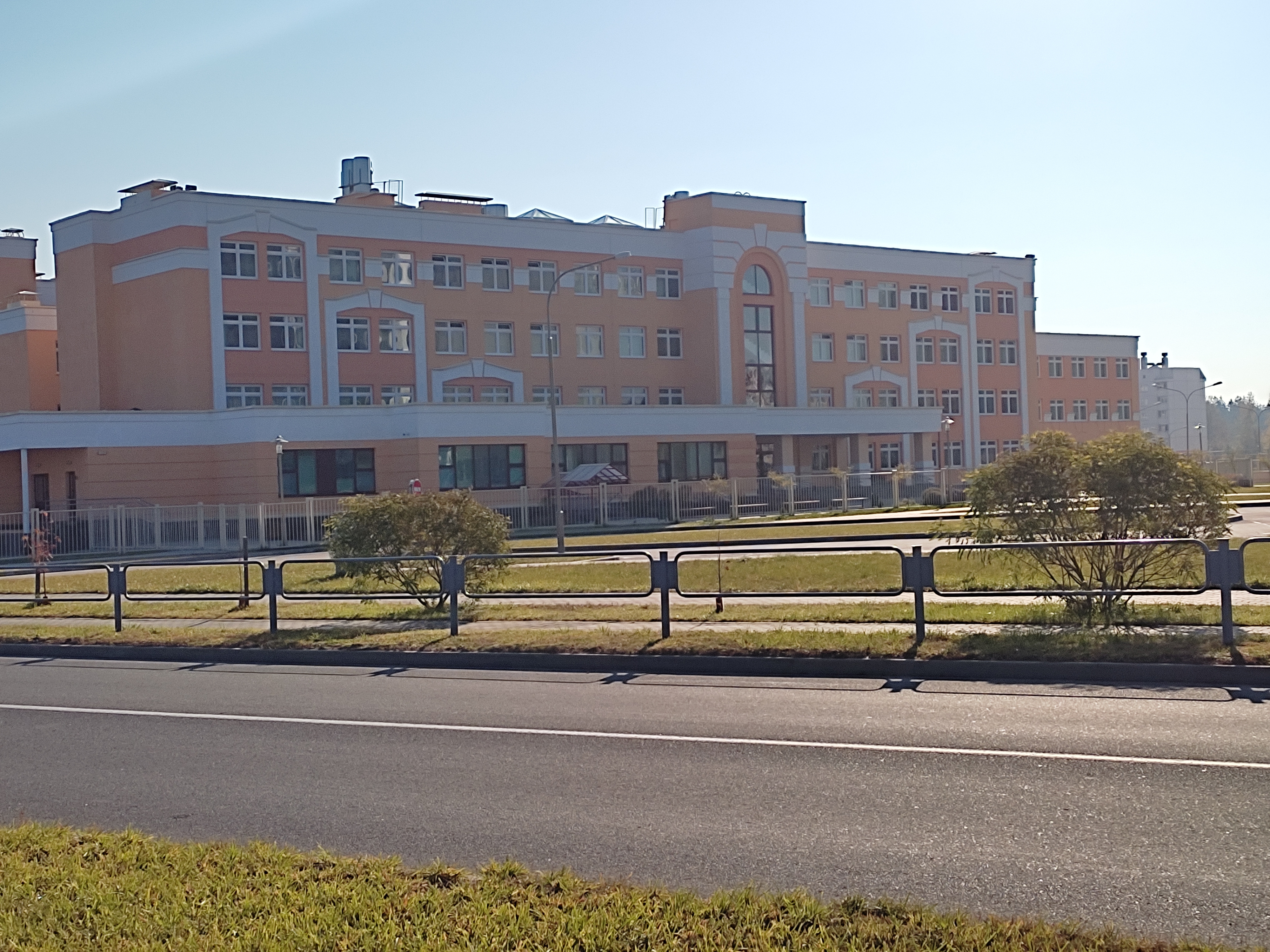
Средняя школа №3
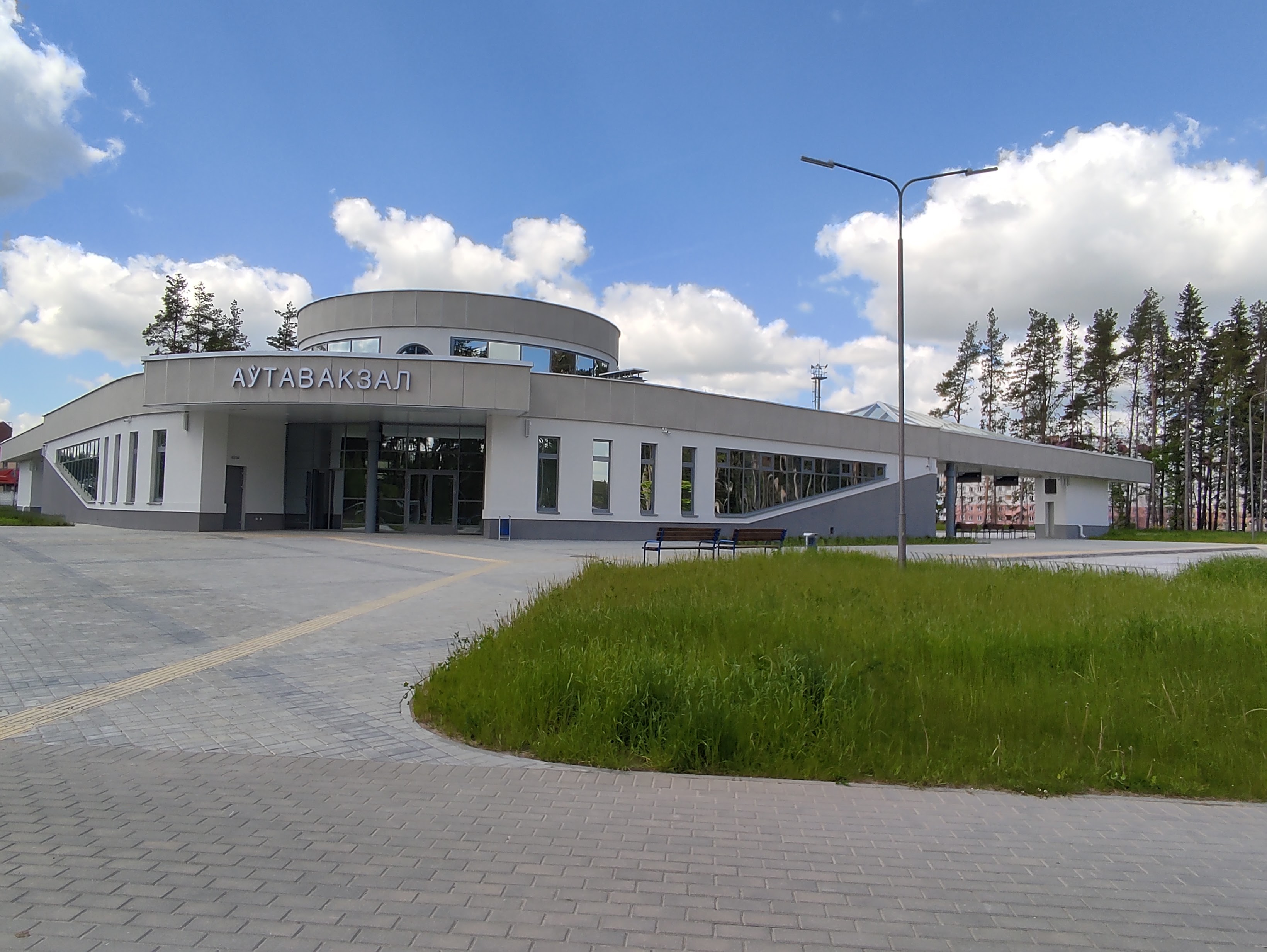
Здание автовокзала
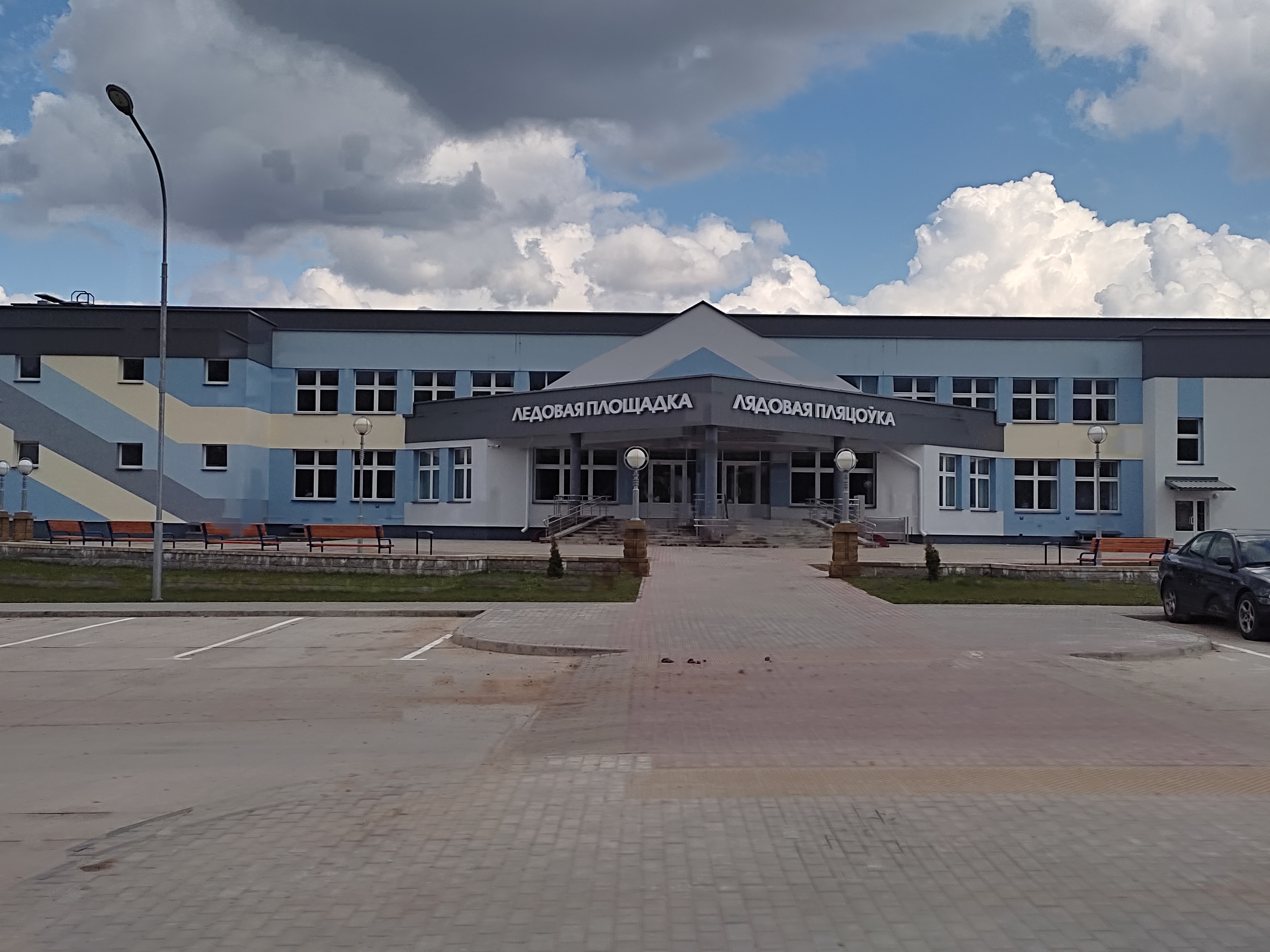
Ледовая площадка
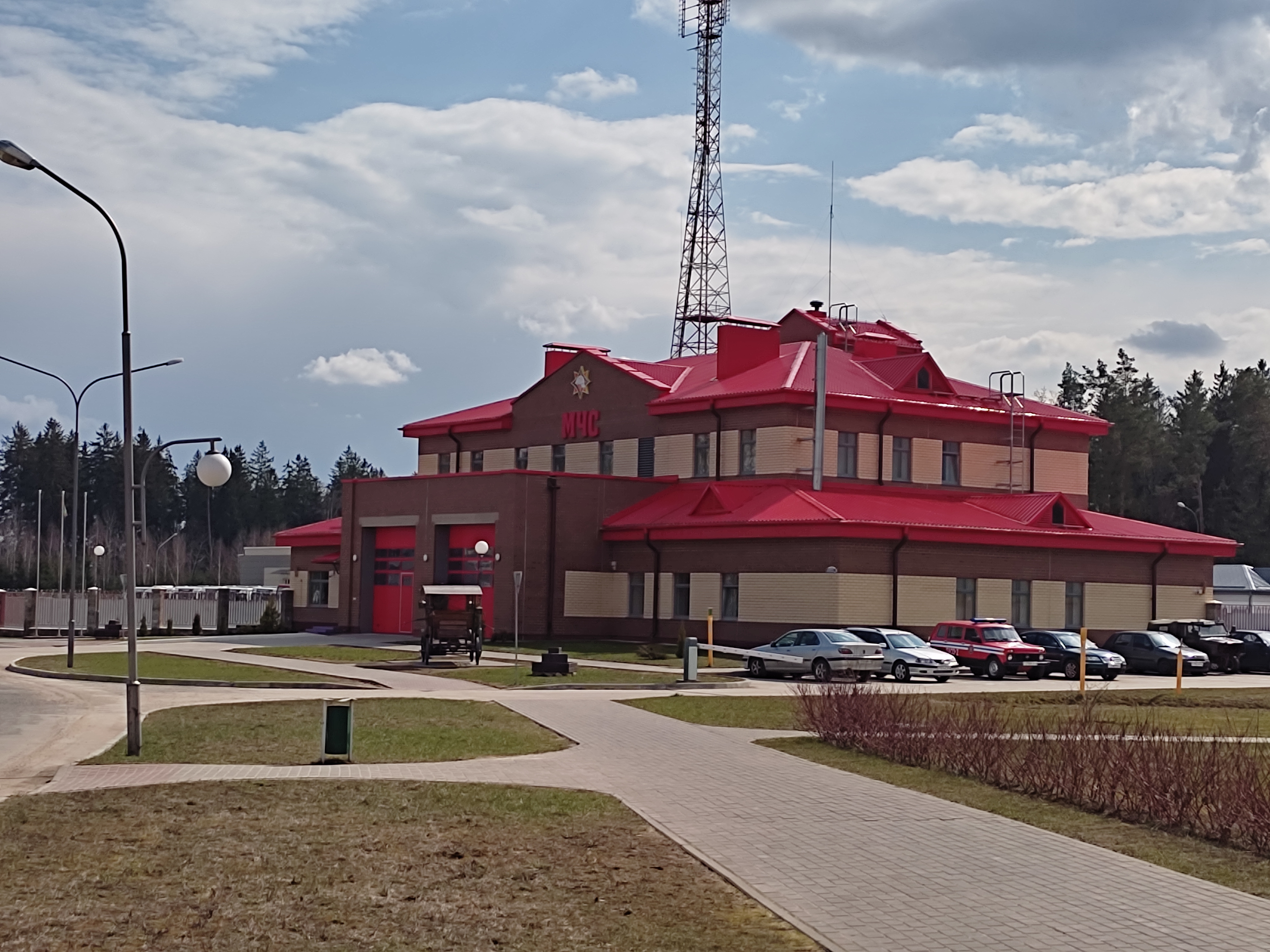
Пожарное депо